# Az Egyszer volt, hol nem volt epizódjainak listája
Az alábbi epizódlista az Egyszer volt, hol nem volt (Once Upon a Time) című amerikai televíziós sorozat epizódjait tartalmazza. A sorozat az Egyesült Államokban 2011. október 23-án indult az ABC filmcsatornán, Magyarországon pedig 2012. augusztus 19-én debütált az M1-en, míg a 2015-ben bemutatott harmadik évadtól a Petőfi TV-re költözött. 2017-ben a Viasat 6 vetítette az első 2 évadot, majd egy évvel később a Sony Max is műsorára tűzte.
2016. március 6-án a 100. epizód került adásba Amerikában.

## Áttekintés
| Évad | Évad | Epizódok | Eredeti sugárzás     | Eredeti sugárzás | Magyar sugárzás     | Magyar sugárzás      |
| Évad | Évad | Epizódok | Évadpremier          | Évadzáró         | Évadpremier         | Évadzáró             |
| ---- | ---- | -------- | -------------------- | ---------------- | ------------------- | -------------------- |
|      | 1.   | 22       | 2011. október 23.    | 2012. május 13.  | 2012. augusztus 19. | 2013. február 12.    |
|      | 2.   | 22       | 2012. szeptember 30. | 2013. május 12.  | 2013. augusztus 21. | 2014. január 25.     |
|      | 3.   | 22       | 2013. szeptember 29. | 2014. május 11.  | 2015. június 3.     | 2015. október 28.    |
|      | 4.   | 22       | 2014. szeptember 28. | 2015. május 10.  | 2015. november 4.   | 2016. április 20.    |
|      | 5.   | 23       | 2015. szeptember 27. | 2016. május 15.  | 2017. május 7.      | 2017. július 23.     |
|      | 6.   | 22       | 2016. szeptember 25. | 2017. május 14.  | 2017. július 29.    | 2017. október 8.     |
|      | 7.   | 22       | 2017. október 6.     | 2018. május 18.  | 2019. április 27.   | 2019. szeptember 21. |

## Első évad (2011–2012)
| Sor. | Év. | Cím                                                     | Rendező               | Író                                                                   | Premier                                 | Nézettség             |
| --- | --- | ------------------------------------------------------- | --------------------- | --------------------------------------------------------------------- | --------------------------------------- | --------------------- |
| 1. | 1.  | Új város (Pilot)                                        | Mark Mylod            | Edward Kitsis és Adam Horowitz                                        | 2011. október 23. 2012. augusztus 19.   | 12,93 millió 525 ezer |
| Henry felkutatja Emmát, vér szerinti anyját, és elvezeti őt Storybrooke-ba, egy maine-i kisvárosba. A városról kiderül, hogy minden lakója a mesevilágból került oda, miután Regina, a gonosz királynő elátkozta őket. |     |                                                         |                       |                                                                       |                                         |                       |
| 2. | 2.  | Akit a legjobban szeretsz (The Thing You Love the Most) | Greg Beeman           | Edward Kitsis és Adam Horowitz                                        | 2011. október 30. 2012. augusztus 26.   | 11,74 millió 390 ezer |
| Regina minden erejével azon dolgozik, hogy elüldözze a városból Emmát. A múltban a gonosz királynő megtudja, hogy az átokhoz, amellyel a mi világunkba száműzheti a mesevilág lakóit, annak a szívére van szüksége, akit a legjobban szeret. |     |                                                         |                       |                                                                       |                                         |                       |
| 3. | 3.  | Az első búcsú (Snow Falls)                              | Dean White            | Liz Tigelaar                                                          | 2011. november 6. 2012. szeptember 2.   | 11,45 millió 508 ezer |
| Mary Margaret – Hófehérke a mi világunkban – mesét olvas fel egy kómában fekvő férfinak, miután Henry megkéri rá. Később a férfi – Hófehérke hercege – felébred, és a közeli erdőbe megy, amely annak a helynek e világi megfelelője, ahol korábban megismerkedett szerelmével. |     |                                                         |                       |                                                                       |                                         |                       |
| 4. | 4.  | A varázslat ára (The Price of Gold)                     | David Solomon         | David H. Goodman                                                      | 2011. november 13. 2012. szeptember 9.  | 11,36 millió 473 ezer |
| Zörgőfürge, a gonosz manó felajánlja Hamupipőkének, hogy segít neki kitörni a nyomorból, ha megtesz neki egy dolgot. Hamupipőke beleegyezik, így alkut kötnek. |     |                                                         |                       |                                                                       |                                         |                       |
| 5. | 5.  | Az a kis hang ott belül (That Still Small Voice)        | Paul Edwards          | Jane Espenson                                                         | 2011. november 27. 2012. szeptember 16. | 10,69 millió 293 ezer |
| Amikor Emma megkapja a seriffhelyettesi posztot, egy földrengés rázza meg a várost. Henry úgy dönt, hogy felderíti a keletkezett földomlást, azonban ezzel veszélybe sodorja életét. A mesevilágban megtudjuk, hogyan lett Tihamér tücsök. |     |                                                         |                       |                                                                       |                                         |                       |
| 6. | 6.  | A pásztor (The Shepherd)                                | Victor Nelli          | Andrew Chambliss és Ian Goldberg                                      | 2011. december 4. 2012. szeptember 23.  | 9,66 millió 276 ezer  |
| Davidnek választania kell Mary Margaret és Kathryn (Abigail) között. A mesevilágban megtudjuk, hogyan lett James herceg. |     |                                                         |                       |                                                                       |                                         |                       |
| 7. | 7.  | Magányos vadász a szív (The Heart Is a Lonely Hunter)   | David M. Barrett      | Edward Kitsis és Adam Horowitz                                        | 2011. december 11. 2012. szeptember 30. | 8,92 millió 209 ezer  |
| Graham és Emma között elcsattan egy csók, aminek következtében a seriff emlékezni kezd bizonyos dolgokra a mesevilági életéből. Regina ennek nem örül, így cselekedni kezd. |     |                                                         |                       |                                                                       |                                         |                       |
| 8. | 8.  | Elveszett lelkek (Desperate Souls)                      | Michael Waxman        | Jane Espenson                                                         | 2012. január 8. 2012. október 7.        | 10,35 millió 223 ezer |
| Amikor Emma a seriff pozíciójáért verseng Sidney ellen, Regina és Mr. Gold (Zörgőfürge) ellentétes oldalon foglalnak állást, de mindketten tisztességtelen eszközökhöz nyúlnak. A mesevilágban megtudjuk, hogyan lett Zörgőfürgéből a gonosz Zordon. |     |                                                         |                       |                                                                       |                                         |                       |
| 9. | 9.  | A helyes irány (True North)                             | Dean White            | David H. Goodman és Liz Tigelaar                                      | 2012. január 15. 2012. október 14.      | 9,83 millió 301 ezer  |
| Emma próbál két hajléktalan gyereknek segíteni megtalálni vér szerinti apjukat. A gonosz királynő kényszeríti Jancsit és Juliskát, hogy lopjanak el valamit a mézeskalács házból. |     |                                                         |                       |                                                                       |                                         |                       |
| 10. | 10. | Reggel negyed 8 (7:15 A.M.)                             | Ralph Hemecker        | Tévéjáték: Daniel T. Thomsen Történet: Edward Kitsis és Adam Horowitz | 2012. január 22. 2012. október 21.      | 9,33 millió 331 ezer  |
| Emma és Regina is gyanakodni kezd, amikor egy idegen érkezik a városba. Mary Margaret és David próbálják elkerülni egymást. A mesevilágban James hercegnek és Abigailnek, Midász király lányának esküvője közeleg. |     |                                                         |                       |                                                                       |                                         |                       |
| 11. | 11. | Mérgezett fa gyümölcse (Fruit of the Poisonous Tree)    | Bryan Spicer          | Ian Goldberg és Andrew Chambliss                                      | 2012. január 29. 2012. október 28.      | 10,91 millió 284 ezer |
| Sidney Emma segítségét kéri, hogy felfedjen egy bizonyítékot, ami leleplezheti Regina korrupt módszereit. A mesevilágban megtudjuk, hogyan lett Regina a királynő, és hogy tett szert varázstükrére. |     |                                                         |                       |                                                                       |                                         |                       |
| 12. | 12. | A felszín és a mély (Skin Deep)                         | Milan Cheylov         | Jane Espenson                                                         | 2012. február 12. 2012. november 11.    | 8,65 millió 266 ezer  |
| Ruby, Mary Margaret és Ashley kiruccannak Valentin napján. Belle a mesevilágban, hogy megmentse országát az ogreháborúktól, egy végzetes alkuval feladja szabadságát Zörgőfürgének. |     |                                                         |                       |                                                                       |                                         |                       |
| 13. | 13. | Mi történt Frederickkel? (What Happened to Frederick)   | Dean White            | David H. Goodman                                                      | 2012. február 19. 2012. november 25.    | 9,84 millió 313 ezer  |
| Mary Margaret és David szerelme egyre erősödik, ezért David úgy dönt, beszél Kathrynnek a kapcsolatukról, és véget vet a szerelem nélküli házasságnak. A mesevilágban a Herceg Hófehérkét keresi, és segít Abigailnek egy veszélyes küldetésben visszaszerezni valamit, amit elvesztett. |     |                                                         |                       |                                                                       |                                         |                       |
| 14. | 14. | Ábránd (Dreamy)                                         | David Solomon         | Edward Kitsis és Adam Horowitz                                        | 2012. március 4. 2012. december 2.      | 10,67 millió 318 ezer |
| Mary Margaret és Leroy (Morgó) a jó érdekében összefognak, hogy segítsenek a storybrooke-i apácáknak gyertyákat eladni a városi bányásznap alkalmából. A mesevilágban Morgó rátalál a szerelemre a gyönyörű, de ügyetlen tündér, Nova képében, ám ez tiltott szerelem. |     |                                                         |                       |                                                                       |                                         |                       |
| 15. | 15. | Vérpiros (Red-Handed)                                   | Ron Underwood         | Jane Espenson                                                         | 2012. március 11. 2012. december 9.     | 9,29 millió 281 ezer  |
| Miután az felmondott Nagyi fogadójában, Emma felveszi asszisztensének Rubyt (Piroskát), mivel a lány szeretné kipróbálni magát más területeken is. A mesevilágban vérszomjas farkas tartja rabságban és félelemben a város lakóit, de Piroska a szerelmével való menekülésről álmodozik. |     |                                                         |                       |                                                                       |                                         |                       |
| 16. | 16. | Sötét erők (Heart of Darkness)                          | Dean White            | Andrew Chambliss és Ian Goldberg                                      | 2012. március 18. 2012. december 16.    | 8,69 millió 236 ezer  |
| Mary Margaret Mr. Goldot bérli fel ügyvédjének, miután Emma kénytelen letartóztatni David felesége, Kathryn meggyilkolásának vádjával. A mesevilágban a Bájos herceg útnak indul, hogy megállítsa az eltökélt, de zavarodott Hófehérkét – aki Zörgőfürge szerelemfeledtető bájitalának hatása alatt van – abban, hogy megölje a királynőt.                                                                                             |     |                                                         |                       |                                                                       |                                         |                       |
| 17. | 17. | Nyúl a kalapból (Hat Trick)                             | Ralph Hemecker        | Vladimir Cvetko és David H. Goodman                                   | 2012. március 25. 2013. január 8.       | 8,82 millió 288 ezer  |
| Miközben Mary Margaretet keresi, Emmát elrabolja egy férfi, aki szinte őrülten rajong a kalapokért. A férfit az Elvarázsolt Erdő múltjában a gonosz királynő ráveszi, hogy még egyszer utoljára dolgozzon neki, és vigye el Csodaországba, ezzel segítve neki ellopni valamit a Szívek Királynőjétől. |     |                                                         |                       |                                                                       |                                         |                       |
| 18. | 18. | A lovászfiú (The Stable Boy)                            | Dean White            | Edward Kitsis és Adam Horowitz                                        | 2012. április 1. 2013. január 15.       | 8,36 millió 275 ezer  |
| Emma továbbfolytatja a bizonyíték keresését, amellyel sikerülne igazolnia Mary Margaret ártatlanságát Kathryn meggyilkolásának ügyében. A mesevilágban, még mielőtt gonosszá vált volna, Reginának választania kellett aközött, hogy elárulja az anyját, Corát, és hozzámegy igaz szerelméhez, vagy a királlyal lép frigyre, és így uralkodói, de szerelem nélküli életet éljen. Kiderül továbbá, hogy miért utálja Regina Hófehérkét. |     |                                                         |                       |                                                                       |                                         |                       |
| 19. | 19. | A visszatérés (The Return)                              | Paul Edwards          | Jane Espenson                                                         | 2012. április 22. 2013. január 22.      | 9,08 millió 257 ezer  |
| Mr. Gold megpróbálja feltárni August W. Booth valódi kilétét, Emma szembesíti Reginát azzal, hogy tud Regina szerepéről Katheryn eltűnésében, David megpróbál bocsánatot kérni Mary Margarettől. A mesevilágban Zörgőfürge beleegyezik fia akaratába, miszerint – kerüljön akármibe is – megoldást talál apja erejének elvételére, hogy így visszaváltozhasson azzá a szerető emberré, aki régen volt.                                 |     |                                                         |                       |                                                                       |                                         |                       |
| 20. | 20. | Az idegen (The Stranger)                                | Gwyneth Horder-Payton | Ian Goldberg és Andrew Chambliss                                      | 2012. április 29. 2013. január 29.      | 9,20 millió 272 ezer  |
| August megpróbálja elérni, hogy Emma higgyen Henry történeteiben, és ezért elviszi magával Storybrooke-on kívülre. Mary Margaret ismét munkába áll, Regina megpróbálja elcsábítani Davidet. A mesevilágban Gepetto segít Hófehérke és a Herceg lányának megmentésében, de csak azzal a feltétellel, hogy az ő fiát is megmentik. |     |                                                         |                       |                                                                       |                                         |                       |
| 21. | 21. | Egy vérpiros alma (An Apple Red as Blood)               | Milan Cheylov         | Jane Espenson és David H. Goodman                                     | 2012. május 6. 2013. február 5.         | 8,95 millió 290 ezer  |
| Henry azért könyörög Emmának, hogy maradjon Storybrooke-ban, és folytassa küldetését mint a mesevilág lakóinak megmentője. Regina kiagyal egy tervet, amivel örökre meg tud szabadulni Emmától. Eközben a mesevilágban Hófehérke és barátai megtámadják a gonosz királynő kastélyát, hogy megmentsék a Herceg életét. |     |                                                         |                       |                                                                       |                                         |                       |
| 22. | 22. | Egy varázslat nélküli világ (A Land Without Magic)      | Dean White            | Edward Kitsis és Adam Horowitz                                        | 2012. május 13. 2013. február 12.       | 9,66 millió 325 ezer  |
| Emma és Regina összefog annak érdekében, hogy megmentsék Henryt. A mesevilágban James herceg megpróbál kiszökni a gonosz királynő karmai közül, hogy újra együtt lehessen Hófehérkével, aki azonban már beleharapott a királynő mérgezett almájába. |     |                                                         |                       |                                                                       |                                         |                       |

## Második évad (2012–2013)
| Sor. | Év. | Cím                                                      | Rendező               | Író                                  | Premier                                  | Nézettség             |
| --- | --- | -------------------------------------------------------- | --------------------- | ------------------------------------ | ---------------------------------------- | --------------------- |
| 23. | 1.  | Az átok megtört (Broken)                                 | Ralph Hemecker        | Edward Kitsis és Adam Horowitz       | 2012. szeptember 30. 2013. augusztus 21. | 11,36 millió 257 ezer |
| A valóság és a mítosz egyesülni kezd, amikor a mesebeli karakterek felébrednek Regina királynő megtört átkából, és emlékeznek arra, hogy egykor kik voltak. A mesevilágban Fülöp herceg felébreszti az igaz szerelem csókjával Csipkerózsikát, Aurórát, de ő és az útitársa rádöbben, hogy egy halálos ellenséggel néznek majd szembe. |     |                                                          |                       |                                      |                                          |                       |
| 24. | 2.  | Mindkettő vagyok (We Are Both)                           | Dean White            | Jane Espenson                        | 2012. október 7. 2013. augusztus 28.     | 9,84 millió 213 ezer  |
| Regina keres egy módot arra, hogyan szerezheti vissza varázserejét, eközben David folytatja küldetését, hogy feltárja Mary Margaret és Emma hollétét. A hét törpe felfedezi, mi történik, ha valaki elhagyja a város határát. A múltbeli mesevilágban Regina esküvője Leopold királlyal közeleg, de találkozik egy varázserővel bíró emberrel, aki segíti Reginát függetleníteni az anyjától. |     |                                                          |                       |                                      |                                          |                       |
| 25. | 3.  | A tó hölgye (Lady of the Lake)                           | Milan Cheylov         | Andrew Chambliss és Ian Goldberg     | 2012. október 14. 2013. szeptember 4.    | 9,45 millió 232 ezer  |
| Mary Margaret és Emma Auróra, Mulán és Lancelot segítségével átjárót keresnek Storybrooke-ba. A múltbeli mesevilágban György király megmérgezi Hófehérkét, és csak a Nostos-tó vize segíthet rajta. |     |                                                          |                       |                                      |                                          |                       |
| 26. | 4.  | A krokodil (The Crocodile)                               | David Solomon         | David H. Goodman és Robert Hull      | 2012. október 21. 2013. szeptember 11.   | 9,89 millió 221 ezer  |
| Belle undorodik Mr. Goldtól, amikor a férfinak egy re erősebbé válik a hatalom iránti szomja, és azzal fenyegeti, hogy elhagyja, ha nem képes változtatni a sötét módszerein. A törpék tündérpor után kutatnak Storybrook bányájában. Belle régi ismerősével való találkozása lehet a veszte. Eközben a mesevilágban, Zörgőfürge megpróbálja a feleségét megmenteni attól, hogy elrabolja egy csapat kalóz. |     |                                                          |                       |                                      |                                          |                       |
| 27. | 5.  | A doktor (The Doctor)                                    | Paul Edwards          | Edward Kitsis és Adam Horowitz       | 2012. október 28. 2013. szeptember 18.   | 9,85 millió 188 ezer  |
| Amikor Regina megpróbál tartózkodni attól, hogy használja az erejét Henry bizalmának visszaszerzése érdekében, elkezd látni egy szellemet a múltjából. Mary Margaret és Emma találnak egy túlélőt az ogre mészárlásból. Eközben a mesevilágban Regina azért küzd, hogy megtanulja a sötét mágiát. |     |                                                          |                       |                                      |                                          |                       |
| 28. | 6.  | Tallahassee (Tallahassee)                                | David M. Barrett      | Christine Boylan és Jane Espenson    | 2012. november 4. 2013. szeptember 25.   | 10,15 millió 235 ezer |
| Annak reményében, hogy találnak egy mágikus iránytűt, amely segíthet neki és Mary Margaretnek visszatérni Storybrookba, Emma útnak indul a nem túl megbízható Hook kapitánnyal fel egy ingatag paszulyra, hogy megpróbáljanak ellopni egy tárgyat a vérengző óriástól. Emma múltjáról kiderül, hogy minden csak nem mágikus, amikor találkozik egy gazfickóval aki őszinte nőt akar faragni belőle. |     |                                                          |                       |                                      |                                          |                       |
| 29. | 7.  | A hold gyermeke (Child of the Moon)                      | Anthony Hemingway     | Ian Goldberg és Andrew Chambliss     | 2012. november 11. 2013. október 5.      | 8,75 millió 116 ezer  |
| Ruby fél attól, hogy újra farkassá változik, és eme félelme csak erősödik, amikor egy szörnyű gyilkosság első számú gyanúsítottjává válik. Leroy (Morgó) eközben olyan kincset talál a storybrooke-i bányában, amely segíthet Emmának, és Mary-Margaretnek. |     |                                                          |                       |                                      |                                          |                       |
| 30. | 8.  | Odalent (Into the Deep)                                  | Ron Underwood         | Kalinda Vazquez és Daniel T. Thomsen | 2012. november 25. 2013. október 12.     | 8,82 millió 80 ezer   |
| Cora mindent megtesz, ami hatalmában áll, hogy megszerezze Mary-Margarettől, és Emmától a mágikus iránytűt, akik egy kiutat keresnek vissza Storybrooke-ba. Eközben Storybrooke-ban, hogy megvédjék Henryt a további veszélyektől, Regina és Mr. Gold veszélybe sodorja David életét, hogy a férfi kapcsolatba tudjon lépni Mary-Margarettel, és Emmával. Ezáltal talán olyan információkat adhat nekik, amelyek segíthetnek a két nőnek visszajutni Storybrooke-ba. |     |                                                          |                       |                                      |                                          |                       |
| 31. | 9.  | Szívkirálynő (Queen of Hearts)                           | Ralph Hemecker        | Edward Kitsis és Adam Horowitz       | 2012. december 2. 2013. október 19.      | 9,10 millió 126 ezer  |
| Hook és Cora egymás ellen küzdenek, hogy megszerezzék Emmától és Mary-Margarettől az iránytűt. Eközben Mr. Gold és Regina megegyeznek abban, hogy mindenkit megölnek, aki átlép a portálon. |     |                                                          |                       |                                      |                                          |                       |
| 32. | 10. | Tücsökciripelés (The Cricket Game)                       | Dean White            | David H. Goodman & Robert Hull       | 2013. január 6. 2013. október 26.        | 9,10 millió 115 ezer  |
| Reginát vádolják a város egyik legkedveltebb mesebeli karakterének meggyilkolásával, és Emma az egyetlen, aki úgy véli, hogy a nő ártatlan. Eközben a múltbéli mesevilágban miután elfogják a Gonosz királynőt, Hófehérke és a Herceg eltervezik a nyilvános kivégzését, annak érdekében, hogy megszabadítsák a világot a királynő zsarnok önkényuralmától. |     |                                                          |                       |                                      |                                          |                       |
| 33. | 11. | Látogató a külvilágból (The Outsider)                    | David Solomon         | Andrew Chambliss & Ian Goldberg      | 2013. január 13. 2013. november 2.       | 8,24 millió 177 ezer  |
| Mr. Gold egy nem éppen szabad akaratából beleegyező önkéntessel próbálja ki, hogy a varázslat, amit készített, vajon lehetővé teszi-e számára, hogy - emlékei elvesztése nélkül - elhagyhassa a várost, és megkereshesse Bae-t. Belle eközben a kikötőben belebotlik a bosszúszomjas Hookba, akinek egyetlen célja, hogy végezzen Zörgőfürgével. Mary-Margaret, és David pedig egy nagyobb házat keresnek, ahol együtt élhetnének. Eközben a Mesevilágban Belle találkozik Mulannal, és együtt indulnak el legyőzni a Yaoguai nevű félelmetes szörnyeteget, amely az országot fenyegeti. |     |                                                          |                       |                                      |                                          |                       |
| 34. | 12. | Testvérem nevében (In the Name of the Brother)           | Milan Cheylov         | Jane Espenson                        | 2013. január 20. 2013. november 9.       | 7,68 millió 175 ezer  |
| Dr. Whale miközben Hook sérüléseit kezeli, műtétet végez a városba érkezett idegenen, aki autóbalesetet szenvedett, amikor elérte a várost. A városiak azonban attól félnek, hogy az idegen látta a mágiát - amivel leleplezhetné, kik is a lakosok valójában -, így úgy gondolják, a legjobb megoldás az lenne, ha hagynák meghalni. Mindezek közben Mr. Gold újra találkozni akar az összezavarodott Belle-el, mialatt Cora mindent elkövet, hogy találkozzon a lányával, Reginával. Ezalatt a Mesevilágban Victor Frankenstein be akarja bizonyítani hitetlenkedő apjának, hogy képes visszahozni a halottakat a halálból. |     |                                                          |                       |                                      |                                          |                       |
| 35. | 13. | Pöttöm (Tiny)                                            | Guy Ferland           | Christine Boylan & Kalinda Vazquez   | 2013. február 10. 2013. november 16.     | 7,08 millió           |
| Cora elfogja, és Storybrooke-ba hozza az óriást – akivel már találkozhattunk a Tallahassee c. epizódban -, aki bosszúját a városon tölti ki. Ráadásul összekeveri valakivel Davidet, akin egy régi adósságot akar behajtani. Eközben Mr. Gold Emma, és Henry társaságában arra készül, hogy elhagyja Storybrooke-ot – miközben reménykedik benne, hogy a határvonal átlépésével emlékei megmaradnak -, és a repülőtérre tart, hogy megkeresse a fiát, Bae-t. Greg Mendall – az idegen – ezalatt kikérdezi Belle-t, hogy a lány mit látott az autóbaleset éjszakáján. A múltbeli Mesevilágban pedig Anton, az óriás testvérei kívánságai ellenére lemászik a babszáron, és összebarátkozik pár emberrel. Ám ezen emberek közel sem olyan kedvesek, mint ahogy ő azt hiszi. |     |                                                          |                       |                                      |                                          |                       |
| 36. | 14. | Manhattan (Manhattan)                                    | Dean White            | Edward Kitsis & Adam Horowitz        | 2013. február 17. 2013. november 30.     | 7,61 millió 128 ezer  |
| Mialatt Mr. Gold Emma és Henry segítségével New Yorkban keresi a fiát, Cora és Hook megpróbálják rátenni a kezüket olyasmire, ami nagyon fontos Goldnak. Ezalatt a Mesevilágban (a múltban) Zörgőfürge az ogre háborúban harcolva találkozik a végzetével. |     |                                                          |                       |                                      |                                          |                       |
| 37. | 15. | A királynő halott (The Queen Is Dead)                    | Gwyneth Horder-Payton | Daniel T. Thomsen & David H. Goodman | 2013. március 3. 2013. december 7.       | 7,39 millió 142 ezer  |
| Mialatt Cora és Regina próbálják megtalálni, és rátenni a kezüket Zörgőfürge tőrére, Mary Margaret David és a Kék tündér segítségével azon munkálkodik, hogy ők találják meg előbb a tőrt. Ezalatt Mr. Gold még mindig New Yorkban keresi a fiát, Hook pedig rájön, hogyan végezhetne a "krokodillal". Ezalatt a Mesevilágban a Kék tündér felajánl Hófehérkének egy olyan varázslatot, amellyel a lány megmentheti haldokló édesanyját, Eva királynét. |     |                                                          |                       |                                      |                                          |                       |
| 38. | 16. | A molnár lánya (The Miller’s Daughter)                   | Ralph Hemecker        | Jane Espenson                        | 2013. március 10. 2013. december 14.     | 7,64 millió 163 ezer  |
| Cora elhatározza, hogy megöli Zörgőfürgét, hogy átvehesse a helyét, és ő legyen a Zordon. Egy lépéssel közelebb kerül a megvalósításhoz, amikor Reginaval megpróbálnak végezni a haldokló Mr. Golddal; Mary-Margaretet eközben újra megérinti a sötét mágia. Ezalatt a múltbeli Mesevilágban Zörgőfürge - természetesen egy árért cserébe - felajánlja szolgálatait a fiatal Corának -, amikor a király rájön a lány blöffjére. A király utasítja Corát, hogy valóban fonjon aranyat a szalmából. |     |                                                          |                       |                                      |                                          |                       |
| 39. | 17. | Isten hozta Storybrookban! (Welcome to Storybrooke)      | Dave Barrett          | Ian Goldberg & Andrew Chambliss      | 2013. március 17. 2013. december 21.     | 7,45 millió 220 ezer  |
| Regina bosszúból eltervezi, hogy megöli Mary Margeretet, ezért Emmának, Davidnak és Mr Goldnak meg kell védenie őt. Henrynek, pedig elege van az állandó ellenségeskedésekből, ezért kidolgoz egy tervet, mellyel véget vethet a mágiának. Eközben 28 évvel ezelőtt Regina felfedezi, hogy egy férfi és annak a fia valahogyan eljutottak Storybrookba, az állítólagos észrevehetetlen városba, ahol ő és a mesevilág lakói az újonnan lesújtott átok hatása alatt vannak. |     |                                                          |                       |                                      |                                          |                       |
| 40. | 18. | Bátor, igaz és önzetlen (Selfless, Brave and True)       | Ralph Hemecker        | Kalinda Vazquez & Robert Hull        | 2013. március 24. 2013. december 28.     | 7.38 millió 97 ezer   |
| Mialatt Mary-Margaret egymaga próbál megküzdeni azzal, hogy megölte Corát, és ez hogyan hatott rá, belebotlik Augustba, aki a többiek elől rejtőzik, és még mindig fából van. August szégyelli magát azért, amit mások életével tett, mialatt Emmát teljesen ledöbbenti, amikor Neal meghívja a menyasszonyát, Tamarát Storybrooke-ba. Ezalatt még az átok előtt August találkozik egy mágiában jártas emberrel, aki meg tudná őt szabadítani attól az átoktól, hogy újra fabábbá váljon. Ennek azonban komoly ára van. |     |                                                          |                       |                                      |                                          |                       |
| 41. | 19. | Lacey (Lacey)                                            | Milan Cheylov         | Edward Kitsis & Adam Horowitz        | 2013. április 21. 2014. január 4.        | 7,37 millió 147 ezer  |
| Mr. Gold segítséget kér Davidtől, hogy hogyan törje meg Belle új átkát, és hogyan érje el, hogy a lány ismét beleszeressen. Amikor pedig a varázsbabok, amiket Anton és a törpék ültettek el, nőni kezdenek, amelyek mindenkit hazavihet, Emmának választania kell, hogy vajon Storybrooke-ban akar-e élni, vagy az Elvarázsolt Erdőben. Ezalatt a múltbeli Mesevilágban, miután Belle már alkut kötött Zörgőfürgével, a Zordon magával viszi a lányt, hogy levadásszanak egy tolvajt, akit Belle annak idején könyörületből szabadon engedett. |     |                                                          |                       |                                      |                                          |                       |
| 42. | 20. | A gonosz királynő (The Evil Queen)                       | Gwyneth Horder-Payton | Jane Espenson & Christine Boylan     | 2013. április 28. 2014. január 11.       | 7,16 millió 195 ezer  |
| Hook segítségével Regina kiterveli, hogy ő és Henry hogyan jussanak vissza az Elvarázsolt Erdőbe. De a terv eleve kudarcra van ítélve, ugyanis az akciója eltörölheti Storybrooke-ot, és megölheti minden lakóját. Ezalatt Emma gyanúja Tamara irányában egyre jobban nő. Ezalatt a múltbeli Mesevilágban a Királynő alkut köt Rumplestiltskinnel, hogy változtassa őt egy felismerhetetlen parasztasszonnyá, hogy megölhesse a gyanútlan Hófehérkét, hogy elnyerhesse alattvalói szeretetét és megbecsülését. |     |                                                          |                       |                                      |                                          |                       |
| 43. | 21. | Jobbra a második csillag (Second Star to the Right)      | Ralph Hemecker        | Andrew Chambliss & Ian Goldberg      | 2013. május 5. 2014. január 18.          | 7,50 millió           |
| Emma, Mary-Margaret és David Regina keresésére indulnak, amikor felfedezik, hogy a nő - néhány varázsbabbal - egyszerűen eltűnt. Neal tiltakozása ellenére Emma még mindig szentül hiszi, hogy Tamarának köze van mindenhez; Mr. Gold pedig elhatározza, hogy mindent elmond Lacey-nek annak érdekében, hogy mágiát használhasson. Eközben, fél évvel azután, hogy Baelfire elszakadt apjától, a 19. századi Londonban él. Itt befogadja őt a Darling-család, ahol a fiú összebarátkozik a család lányával, Wendyvel. |     |                                                          |                       |                                      |                                          |                       |
| 44. | 22. | Aztán egyenest előre reggelig (Straight On ’Til Morning) | Dean White            | Edward Kitsis & Adam Horowitz        | 2013. május 12. 2014. január 25.         | 7,33 millió 207 ezer  |
| Tamara és Greg megmutatják Hooknak, hogyan működik a gyémánt annak érdekében, hogy elpusztítsák Storybrooke-ot. A városon káosz lesz úrrá, amikor a lakosok értesülnek a dolgokról, de Regina megpróbálja megállítani a katasztrófát. Bár azt mondja, lehetetlen megállítani a város pusztulását, megpróbálja minimálisra csökkenteni a károkat. Eközben a múltbeli Sohaországban Hook kalózzá fogadja Baelfire-t. |     |                                                          |                       |                                      |                                          |                       |

## Harmadik évad (2013–2014)
| Sor. | Év. | Cím                                                          | Rendező               | Író                                   | Premier                                | Nézettség   |
| --- | --- | ------------------------------------------------------------ | --------------------- | ------------------------------------- | -------------------------------------- | ----------- |
| 45. | 1.  | Aki a legjobban hisz (The Heart of the Truest Believer)      | Ralph Hemecker        | Edward Kitsis és Adam Horovitz        | 2013. szeptember 29. 2015. június 3.   | 8,52 millió |
| Emma és társai a varázslatos átjárón keresztül megérkeznek Sohaországba, hogy megtalálják Henryt. Olyanok fognak most össze a közös célért, akik eddig egymás ellen harcoltak: Hófehérke, férje, a herceg és Regina, a gonosz királynő, valamint Zörgőfürge és Hook kapitány. Neal eközben az Elvarázsolt erdőben tér magához, ahol Mulan, Aurora és Fülöp herceg veszik őt gondozásba. Henryt elrablói, Greg és Tamara elviszik a megbízóik által megadott helyre Sohaországban, ahol hamarosan körülveszik őket az Elveszett Fiúk. A hajszál híján elmenekülő Henry mellé csakhamar titokzatos útitárs szegődik                                                                                        |     |                                                              |                       |                                       |                                        |             |
| 46. | 2.  | Elveszett lány (Lost Girl)                                   | Ron Underwood         | Andrew Chambliss és Kalinda Vazquez   | 2013. október 6. 2015. június 10.      | 8 millió    |
| Emma az erdőben szemtől szemben találkozik Pán Péterrel, aki egy térképet ad neki, aminek a segítségével megtalálhatja Henryt. A térkép azonban üres, csak akkor jelenik meg a pergamenlapon, ha Emma el tudja fogadni azt, hogy ki ő valójában. Regina a saját kezébe veszi a dolgok irányítását és varázslattal Pán Pénter rejtekhelyére vezeti a csapatot. David emlékezteti Mary Margaretet, mi történt Hófehérke és a királynő között az Elvarázsolt Erdőben, és milyen választás előtt állt akkor, amikor királyságát meg kellett védelmeznie. Mr. Gold Zörgőfürge ruhájában járja az erdőt szintén Henry nyomában, amikor összetalálkozik Belle-lel.                                              |     |                                                              |                       |                                       |                                        |             |
| 47. | 3.  | Csak egy közönséges tündér (Quite a Common Fairy)            | Alex Zakrzewski       | Jane Espenson                         | 2013. október 13. 2015. június 17.     | 7,53 millió |
| Emma és társai továbbra sem akadtak rá Pán Péter táborára, hiába náluk a térkép. Hook azt javasolja, kérjenek segítséget egy tündértől, aki ismeri Pánt. Csingilinget Regina is ismeri, a kis zöld tündér azonban egyáltalán nem jó szívvel emlékezik arra az időre, amikor egykor segíteni akart a királynőnek. Neal kitalálja, hogyan nyithat kaput, hogy Henry nyomát követhesse Sohaországba: Robin Hood segítségével meg akarja idézni az Árnyékot. |     |                                                              |                       |                                       |                                        |             |
| 48. | 4.  | Utálatos időszak (Nasty Habits)                              | David Boyd            | David H. Goodman és Robert Hull       | 2013. október 20. 2015. június 24.     | 7,05 millió |
| Neal megszökik Pán Péter fogdmegjének fogságából, és folytatja a dzsungelben Henry keresését, ám először apjával akad össze, a Zordon kosztümét viselő Mr. Golddal. Visszaemlékeznek arra a múltbeli pillanatra, amikor Baelfire először tűnt el apja szeme elől, mindez Hameln városában történt, ahol a város gyermekei egy sípon játszó, titokzatos alakot követve tűntek el nyomtalanul az éjszaka leple alatt. Csingiling figyelmezteti Emmáékat, hogy pontos szökési terv nélkül esélytelen szembeszállniuk Pán Péterrel. Sohaországból eddig egyedül Nealnek sikerült megszöknie, az általa hátrahagyott holmik között kell megtalálniuk az útmutatást.                                           |     |                                                              |                       |                                       |                                        |             |
| 49. | 5.  | Ami helyénvaló (Good Form)                                   | Jon Amiel             | Christine Boylan és Daniel T. Thomsen | 2013. október 27. 2015. július 1.      | 7,23 millió |
| Neal csapdába esik, Henryt pedig Pán Péter kardpárbajra kényszeríti egy Elveszett Fiúval. Hook elmeséli Davidnek, hogy mielőtt kalóznak állt volna, tengerészhadnagy volt, aki saját bátyja parancsnoksága alatt hajózott először Sohaországba. Bátyja ugyanúgy áldozatul esett az álomárnyék nevű mérgező növénynek, mint David, akinek az állapota egyre súlyosbodik, de ezt nem akarja elárulni Emmának és Mary Margaretnek. Regina a varázslat erejével kapcsolatba lép Henryvel. |     |                                                              |                       |                                       |                                        |             |
| 50. | 6.  | Ariel (Ariel)                                                | Ciaran Donnelly       | Edward Kitsis és Adam Horowitz        | 2013. november 3. 2015. július 8.      | 7,55 millió |
| Hófehérke, amikor a királynő katonái majdnem utolérik, az utolsó pillanatban egy sziklaszirtről a tengerbe veti magát, ahol egy sellőlány siet a segítségére. Ariel elmondja neki, hogy az este bálba készül, hogy újra találkozhasson szerelmével, Erik herceggel, akit szintén ő mentett meg a vízbefúlástól. Hook elvezeti Emmát és társait egy barlanghoz, ahol Nealt őrzik bezárva, ám a kiszabadításának módját is ismeri: egy-egy mélyen őrzött titkukat kell elárulniuk ahhoz, hogy Neal újra szabad lehessen. |     |                                                              |                       |                                       |                                        |             |
| 51. | 7.  | A sötét üreg (Dark Hollow)                                   | Guy Ferland           | Kalinda Vazquez és Andrew Chambliss   | 2013. november 10. 2015. július 15.    | 6,71 millió |
| Belle a Goldtól kapott varázslat segítségével rejtőbűbájt idéz Storybrook fölé, ám két idegennek mégis sikerül az utolsó pillanatban a városba jutnia. Amikor a Gold által a földi világba küldött Ariel megérkezik, hogy Belle segítségével megtalálja Pandora szelencéjét, a Pán Pétertől kapott küldetést teljesítő két idegen közbelép. Neal szerint Sohaországból csak új szökhetnek meg, ha foglyul ejtik Pán árnyékát, mégpedig búvóhelyén, a sötét üregben. Neal és Hook között vetélkedés indul Emmáért, és ez veszélybe sodorja a tervük sikerét. |     |                                                              |                       |                                       |                                        |             |
| 52. | 8.  | Gondolj szép dolgokra! (Think Lovely Thoughts)               | David Solomon         | David H. Goodman és Robert Hull       | 2013. november 17. 2015. július 22.    | 6,66 millió |
| Gyermekként Zörgőfürge sokat szenvedett attól, hogy szerencsejátékos apját mindig megverik azok, akiket becsap a kocsmabeli játszmákban. Amikor két fonóasszony megajándékozza a fiút egy szem varázsbabbal, hogy annak segítségével új életet kezdhessen egy másik világban, Zörgőfürge apja azt tanácsolja, menjenek arra a földre, amelyről gyerekként álmodozott: Sohaországba. Pán Péter a Koponyasziklához viszi Henryt, hogy végrehajtság a varázslatot, amiről Henry azt hiszi, a mágiát fogja megmenteni. Henry családtagjai eközben egyesítik erőiket a Királynővel és Zörgőfürgével, hogy megmentsék Henryt Pán aljas szándékától.                                                            |     |                                                              |                       |                                       |                                        |             |
| 53. | 9.  | Mentsük meg Henryt! (Save Henry)                             | Andy Goddard          | Christine Boylan és Daniel T. Thomsen | 2013. december 1. 2015. július 29.     | 6,64 millió |
| A mesevilágban a fogságban tartott Zörgőfürge elárulja a gonosz királynőnek, hogy bár az átok kimondásában sikerrel járt, örökre űr marad a szívében. Tizenegy évvel ezelőtt Storybrookban Regina felismeri, hogy mi hiányzik az életéből: egy gyerek. Gold segítségét kéri hát, hogy a hivatalos utat felgyorsítva örökbe fogadhasson egy kisbabát, és kívánsága szempillantás alatt teljesül is; anyává válnia azonban nem ilyen könnyű a polgármesterasszony számára. Sohaországban az élettelenül fekvő Henry körül családtagjai azon tanakodnak, van-e esélyük még legyőzni Pánt, aki úgy hiszi, megszerezte magának az örök fiatalságot.                                                           |     |                                                              |                       |                                       |                                        |             |
| 54. | 10. | Az új Sohaország (The New Neverland)                         | Ron Underwood         | Andrew Chambliss                      | 2013. december 8. 2015. augusztus 5.   | 6,94 millió |
| A Jolly Roger fedélzetén a Sohaországban járt hőseinkkel visszatér Storybrookba, amelynek lakói kitörő örömmel fogadják őket. Egyikük sem tudja azonban, hogy Pán Péter az utolsó pillanatban testet cserélt Henryvel, aki most Mr. Gold szelencéjébe van zárva, míg Henry alakjában Pán Péter szabadon jár a városban. A mesevilágban Hófehérke nászútjukon egy olyan vidékre viszi a herceget, ahol egy titokzatos szörnyeteg él az erdőben: Medúza, akinek a pillantásától kővé válik az, aki a szemébe néz. Hófehérke azt tervezi, Medúza levágott fejével fogja legyőzni a gonosz királynőt. |     |                                                              |                       |                                       |                                        |             |
| 55. | 11. | Hazatérés (Going Home)                                       | Ralph Hemecker        | Edward Kitsis és Adam Horowitz        | 2013. december 15. 2015. augusztus 12. | 6,44 millió |
| Pán beavatja Felixet tervébe, hogyan fog az átokkal bosszút állni Storybrook lakóin: nem öli meg őket, csak eltörli emlékeiket arról, kik is voltak ők valójában. Mr. Gold azonban tud kiutat a város lakói számára: Regina kezében az utolsó esély, hogy Pán Péter és Henry újra testet cseréljenek. Míg Henry után családja felkutatja a várost, Goldra hárul a feladat, hogy leszámoljon apjával, Pán Péterrel. |     |                                                              |                       |                                       |                                        |             |
| 56. | 12. | New York-i szerenád (New York City Serenade)                 | Billy Gierhart        | Edward Kitsis és Adam Horowitz        | 2014. március 9. 2015. augusztus 19.   | 7,66 millió |
| Miután a varázslat visszaröpítette a mesealakokat az elvarázsolt erdőbe, Hófehérke és az új életet kezdett gonosz királynő vissza akarnak térni kastélyukba, azt azonban valami hatalmas, ismeretlen varázslat védi, valaki ugyanis már beköltözött oda, és nem akarja, hogy zavarják. Eközben Emma és Henry New Yorkban élnek úgy, hogy semmi emlékük előző életükről. Egy nap váratlan vendég kopogtat be hozzájuk, egy kalóz maskarát viselő férfi, aki azt próbálja meg megértetni Emmával, hogy szükségük van rá a szüleinek egy Storybrook nevű helyen. Emmának esze ágában sincs hallgatni efféle sületlenségekre, inkább azzal van elfoglalva, mit válaszoljon barátjának, aki megkérte a kezét. |     |                                                              |                       |                                       |                                        |             |
| 57. | 13. | Boszorkányvadászat (Witch Hunt)                              | Guy Ferland           | Jane Espenson                         | 2014. március 16. 2015. augusztus 26.  | 7,75 millió |
| Emma, aki visszanyerte emlékezetét, és Henry, aki nem, visszatérnek Storybrookba, ahol teljes zavarodottságban találják a mesehősöket, akik tisztában vannak ugyan saját kettős személyazonosságukkal, arról viszont fogalmuk sincs, mi történt velük az elmúlt egy évben. Regina hiába próbálja megtörni az újabb átkot varázsszereivel, ezért Emmával cselhez folyamodnak, hogy kiderítsék, a város lakói közül ki a felelős a történtekért. Eközben az elveszett év eseményei is megelevenednek, ahogy Regina föld alatti alagúton bejut a varászlattal védett kastélyba, ahol találkozik az azt bitorló gonosz boszorkánnyal.                                                                        |     |                                                              |                       |                                       |                                        |             |
| 58. | 14. | A torony (The Tower)                                         | Ralph Hemecker        | Robert Hull                           | 2014. március 23. 2015. szeptember 2.  | 6,91 millió |
| Folytatódik a kutatás a gonosz boszorkány után, akinek modern alakjában sikerül a várandós Hófehérke bizalmába férkőznie, mint bába. David az erdőben észreveszi, hogy egy fekete csuklyás alak követi, ugyanaz, aki az elfeledett év során abban a toronyszobában rontott rá, ahonnan az ott fogva tartott Raponcot akarta kiszabadítani. |     |                                                              |                       |                                       |                                        |             |
| 59. | 15. | Kettő az egyben (Quiet Minds)                                | Eagle Egilsson        | Kalinda Vazquez                       | 2014. március 30. 2015. szeptember 9.  | 6,64 millió |
| Az elfeledett év során Neal és Belle átkutatja Zörgőfürge várkastélyát, és ráakadnak egy Lumiere nevű gyertyatartóra, aki segítséget nyújt nekik, hogy megtalálják a vár elveszett urát. Eközben a jelenkori Storybrookban Zelena csellel megszerzi a Zordon tőrét, amivel hatalma alá hajtja Zörgőfürgét. Neal egy kórházi ágyon tér magához, de mindenre el van szánva, hogy megszabadítsa apját. Regina megismerkedik Robin Hooddal, és egyáltalán nem emlékszik arra, hogy egyszer már ismerték egymást. |     |                                                              |                       |                                       |                                        |             |
| 60. | 16. | Nem könnyű zöldnek lenni (It's Not Easy Being Green)         | Mario Van Peebles     | Andrew Chambliss                      | 2014. április 6. 2015. szeptember 16.  | 7,26 millió |
| Miután Zelenáról kiderült, hogy nem más, mint a gonosz Nyugati Boszorkány, harcra hívja ki féltestvérét, Reginát a város főutcájára. Eközben feltárul Zelena múltja is, amikor Óztól, a nagy varázslótól megkapja ezüst cipellőit, majd az elvarázsolt erdőbe indul, hogy kitanulja a varázslás tudományát Zörgőfürgétől. |     |                                                              |                       |                                       |                                        |             |
| 61. | 17. | A Jolly Roger (The Jolly Roger)                              | Ernest Dickerson      | David H. Goodman                      | 2014. április 13. 2015. szeptember 23. | 6,50 millió |
| Ariel visszatér Storybrookba és Hooktól kér segítséget, hogy megtalálja szerelmét, Eric herceget, akiről nincs hír az új átok óta. Ariel már az elfelejtett év során is Hooktól akarta megtudni, hol van Eric herceg, ám a választ egy másik kalóz tudja csak, aki épp magához ragadta a Jolly Roger parancsnokságát: maga Feketeszakáll. Emma beleegyezik, hogy megtanulja Reginától irányítani a benne rejlő varázsrőt, eközben Mary Margaret és David be akarják bizonyítani, hogy Henry velük is legalább olyan élvezetes napot tud együtt tölteni, mint Hookkal. |     |                                                              |                       |                                       |                                        |             |
| 62. | 18. | Kapu a múltba (Bleeding Through)                             | Romeo Tirone          | Jane Espenson és Daniel T. Thomsen    | 2014. április 20. 2015. szeptember 30. | 5,95 millió |
| Zelena csellel megszerzi Regina szívét, mire Regina megkísérli felvenni a kapcsolatot halott anyjával, Corával, hogy kiderítse Zelena múltjának titkát. Amikor Belle kideríti, miféle varázslatra készül Zelena, Mary Margaret lesz az, aki lelket önt Reginába, hogy ne adja fel a küzdelmet. Eközben Cora előtörténete is megelevenedik előttünk, ahogy fiatalkorában végzetesen rászedi egy férfi, és hogyan veszít el mindent, amikor végül eljut az áhított kiváltságok közelébe. |     |                                                              |                       |                                       |                                        |             |
| 63. | 19. | Könyv és átok (A Curious Thing)                              | Ralph Hemecker        | Edward Kitsis és Adam Horowitz        | 2014. április 27. 2015. október 7.     | 7,34 millió |
| Zelena ezúttal repülő majmainak seregével nyílt támadást indít Henry elpusztítására. Henry az egyetlen, aki nem hisz a varázslatban, ezért Regina és Mary Margaret elhatározzák, hogy a fiút végre beavatják a titokba. Az elvarázsolt erdőben Hófehérke és a herceg a Dél jó boszorkányának keresésére indulnak, mert úgy tudják, csak ő segíthet fehér mágiával legyőzni Zelenát. Végre kiderül az is, ki küldte az újabb átkot a mesealakokra, hogy emlékeiket elveszítve visszakerültek Storybrookba. |     |                                                              |                       |                                       |                                        |             |
| 64. | 20. | Kansas (Kansas)                                              | Gwyneth Horder-Payton | Andrew Chambliss és Kalinda Vazquez   | 2014. május 4. 2015. október 14.       | 6,86 millió |
| Storybrook lakói mind összefognak, hogy megakadályozzák Zelenát abban, hogy Hófehérke újszülött gyermeke közelébe kerüljön. Zelena arra akarja felhasználni a gyermeket, hogy segítségével lehetővé tegye a varázslatot, amivel visszamehet a múltba és újraírhatja a sorsát. Az Óz nevű országban Glinda, a jóságos déli boszorkány megkísérli meggyőzni Zelenát, hogy lépjen be a három jó boszorkány által alkotott körbe, és védelmezze velük együtt Ózt. Váratlanul forgószél hátán azonban megérkezik egy kislány Kansasból, akiben Zelena halálos ellenségét véli felfedezni. |     |                                                              |                       |                                       |                                        |             |
| 65. | 21. | Időkapu (Snow Drifts)                                        | Ron Underwood         | David H. Goodman és Robert Hull       | 2014. május 11. 2015. október 21.      | 6,80 millió |
| Miközben Mary Margaret és David arra készülnek, hogy bemutassák újszülött gyermeküket Storybrook népének, az időkapu, amelyet Zelenának végül mégiscsak sikerült megnyitnia, magába szippantja Emmát és Hookot, akik az Elvarázsolt Erdőben találják magukat. Legnagyobb igyekezetük ellenére, hogy ne avatkozzanak be az események menetébe, véletlenül megakadályozzák Hófehérke és a herceg első találkozását, így már csak a varázslatban bízhatnak, hogy helyreállítsák az események láncolatát, ezért Zörgőfürgéhez fordulnak segítségért. |     |                                                              |                       |                                       |                                        |             |
| 66. | 22. | Mindenhol jó, de legjobb otthon (There's No Place Like Home) | Ralph Hemecker        | Edward Kitsis és Adam Horowitz        | 2014. május 11. 2015. október 28.      | 6,80 millió |
| Emma és Hook terve, hogy minden úgy alakuljon, mintha nem mentek volna vissza az időben, felborulni látszik, amikor a gonosz királynő tömlöcbe vetteti Emmát, amiért segítette Hófehérkét, miközben Hófehérkének nem sikerült ellopnia a herceg jegygyűrűjét, és így most Hófehérke és a herceg nem fognak egymásba szeretni. Hook és Emma végül mégiscsak helyreállítja a múltbeli események menetét, és sikerrel visszajutnak Storybrookba, ám nem egyedül. |     |                                                              |                       |                                       |                                        |             |

## Negyedik évad (2014–2015)
| Sor. | Év. | Cím                                                       | Rendező                                         | Író                                 | Premier                                   | Nézettség   |
| --- | --- | --------------------------------------------------------- | ----------------------------------------------- | ----------------------------------- | ----------------------------------------- | ----------- |
| 67. | 1.  | Két nővér meséje (A Tale of Two Sisters)                  | Ralph Hemecker                                  | Edward Kitsis és Adam Horowitz      | 2014. szeptember 28. 2015. november 4.    | 9,47 millió |
| Egy északi királyságban Anna hercegnő házasodni készül, mikor nővére, Elsa királynő megtalálja régen elveszített édesanyjuk naplóját, amiből azt olvassa ki, hogy ő lehet szülei halálának okozója. Anna mindenáron be akarja bizonyítani Elsa ártatlanságát, ezért útra kel a távoli Ködfölde felé, szüleik ugyanis oda tartottak, amikor egy tengeri viharban életüket vesztették. Eközben Storybrookban Regina elővarázsolja bűvös tükrét, hogy a maga módján rendezze el a galibát, amit Marian visszatérése okozott Robin Hood és az ő történetében. |     |                                                           |                                                 |                                     |                                           |             |
| 68. | 2.  | Jégfal (White Out)                                        | Ron Underwood                                   | Jane Espenson                       | 2014. október 5. 2015. november 11.       | 8,78 millió |
| Elsa meg akarja akadályozni, hogy bárki is elhagyja Storybrookot, amíg meg nem találja húgát, Annát, ezért jégfalat von a város köré. Emma megtalálja Elsát, de csapdába esik a jégfalak között, Elsa ugyanis nem teljesen ura a varázserejének. Miközben Emmát a fagyhalál veszélye fenyegeti, David megpróbál Anna nyomára akadni, ő ugyanis réges-rég találkozott a lánnyal még az Elvarázsolt Erdőben, amikor együtt szálltak szembe a zsarnoki Bo Peeppel. |     |                                                           |                                                 |                                     |                                           |             |
| 69. | 3.  | Jég és fagylalt (Rocky Road)                              | Morgan Beggs                                    | David H. Goodman és Jerome Schwartz | 2014. október 12. 2015. november 18.      | 7,92 millió |
| Robin Hood és családja fagylaltozni mennek, a fagylaltos bár tulajdonosa pedig egy csepp varázslatot is szór Marian tölcsérére, aminek következtében Marian kis idő múlva összeesik - éppen amikor a városházán az izgatott helybeliek a várost körülvevő jégfal miatt méltatlankodnak. Emma és David Mr. Gold segítségét veszik igénybe, hogy megtalálják, kitől származik a Mariant sújtó varázslat. Arandelle-t eközben Hans hadseregének támadása fenyegeti. Elsának meg kell találnia azt a barlangban elrejtett úrnát, amellyel Hans őt akarja ártalmatlanná tenni. |     |                                                           |                                                 |                                     |                                           |             |
| 70. | 4.  | A varázslóinas (The Apprentice)                           | Ralph Hemecker                                  | Andrew Chambliss és Dana Horgan     | 2014. október 19. 2015. november 25.      | 8,07 millió |
| A varázslóinas egy titokzatos szelencét őriz, amelyet a Zordon mindenáron meg akar kaparintani, ám hiába söpri félre a gyenge öregembert, a varázsdobozt olyan mágia védi, amelyet nem tud megtörni. Amikor Anna felkeresi Zörgőfürgét, hogy segítsen nővérének, Elsának, hogy megszabaduljon a varázserejétől, amely kirekesztetté teszi az emberek között, Zörgőfürge azonnal egyezséget ajánl neki. Emma randevúra készül Kiliannal, aki az alkalomra vissza akarja szerezni levágott kezét Mr. Goldtól, aminek az ára itt is egy rejtélyes alku. |     |                                                           |                                                 |                                     |                                           |             |
| 71. | 5.  | Törött tükrök (Breaking Glass)                            | Alrick Riley                                    | Kalinda Vazquez & Scott Nimerfro    | 2014. október 26. 2015. december 2.       | 6,87 millió |
| Emma a Hókirálynő nyomára akar bukkanni, és talál is egy fényképet, amelyen ő látszik a Hókirálynő társaságában, azonban semmi emléke nincs a találkozásról. Regina varázstükre segítségével ugyancsak a Hókirálynőt keresi, mert csak ő tudja megmenteni Mariant. Emma szívesen kibékülne Reginával, hogy egyesíthessék erejüket a keresésben, Regina elutasítása azonban nem enyhül Emma irányában. Eközben David és Mary Margaret kisbabájukat dajkára bízva romantikus sétára indulnak - hogy elfogják a seriff fogdájából frissen megszökött Skarlát Willt. |     |                                                           |                                                 |                                     |                                           |             |
| 72. | 6.  | Családi ügy (Family Business)                             | Mario Van Peebles                               | Kalinda Vazquez & Andrew Chambliss  | 2014. november 2. 2015. december 9.       | 7,54 millió |
| Az Elvarázsolt erdő múltjából az a pillanat elevenedik meg, amikor az ogrék támadása eléri Belle-ék házát, és édesanyja életét veszti, miközben lányát igyekszik védelmezni; Belle utólag semmire sem emlékszik, de egy könyvből megtudja, hogyan szerezheti vissza emlékeit: a kőtrollok segíthetnek a távoli Arendelle-ben. Ugyanekkor Arendelle-ben Anna hazatér Elsához, aki örömmel mutatja be neki eddig nem ismert nagynénjüket, Ingridet; Anna nehezen tudja elhinni Ingrid történetét, ezért az igazságot kideríteni ő is trollpapához indul. A jelenben Emma tovább nyomoz a Hókirálynő után, aki - ahogy kiderül - már azóta nyomon követte Emma sorsát, amióta csecsemőként megérkezett a mesevilágból. |     |                                                           |                                                 |                                     |                                           |             |
| 73. | 7.  | A Hókirálynő (The Snow Queen)                             | Billy Gierhart                                  | Edward Kitsis & Adam Horowitz       | 2014. november 9. 2015. december 16.      | 7,42 millió |
| Arendelle múltjában, amikor a három nővér, Ingrid, Helga és Gerda még gyermekek, örök szövetséget kötnek egymással, hogy megőrzik Ingrid varázserejének titkát. Felnőttkorukban azonban Ingrid úgy érzi, ez kevés ahhoz, hogy megfékezze azt a pusztító erőt, amellyel rendelkezik, ezért testvéreivel együtt felkeresik az egyetlen varázslót, aki ebben az esetben segíteni tud, Zörgőfürgét. Storybrookban Emma és társai az óratornyban elfogják a Hókirálynőt, akit Emma később a seriffirodában egymaga hallgat ki, ennek azonban nem várt következményei lesznek. |     |                                                           |                                                 |                                     |                                           |             |
| 74. | 8.  | A tökéletes testvér (Smash the Mirror)                    | 1. rész: Eagle Egilsson 2. rész: Ralph Hemecker | David H. Goodman és Jerome Schwartz | 2014. november 16. 2016. január 6. és 13. | 6,80 millió |
| [1. rész] Az Elvarázsolt Erdőben a Hókirálynő elmondja a varázslóinasnak, hogy azért találkozni akar a varázslóval, hogy új testvéreket találjon magának, akik hasonlóan hozzá, mágikus képességekkel rendelkeznek; Elsa már megvan egynek, ezért már csak egy további nővérre volna szüksége? Storybrookban Emma a nemrég elszabadult varázserejét rejtegetve kerüli szerettei társaságát, egyedül Henry képes a nyomára akadni, de a találkozásnak nem lesz jó vége. Hook attól fél, Emma Goldtól fog segítséget kérni, hogy szabadítsa meg a mágiától, ő pedig tudja, hogy Goldra ilyesmit nem szabad rábízni. [2. rész] Arendelle-ben Anna arra készül, hogy az úrnával csapdát állítson Ingridnek, de végül ő esik bele a csapdába, és varázserejű nagynénje hatása alatt tér vissza nővéréhez, Elsához. Storybrookban Emma Gold varázslata segítségével akar megszabadulni varázserejétől, és az sem állítja meg, amikor a Hókirálynő figyelmezteti, hogy Gold el fogja árulni. Hook megpróbál még időben közbelépni, de Gold foglyul ejti. Robin eközben talál valamit a könyvtárban, ami arra utal, talán mégis létezhet boldog befejezés Regina számára. |     |                                                           |                                                 |                                     |                                           |             |
| 75. | 9.  | Bukás (Fall)                                              | Mario Van Peebles                               | Jane Espenson                       | 2014. november 30. 2016. január 20.       | 6,43 millió |
| A Hókirálynő átka Storybrook felé közelít, napnyugtakor el fog szabadulni a pokol, és mindenki a másik ellen fog támadni. Egyedül a Hókirálynő, Elsa és Emma menekülhetnek meg, no meg Mr. Gold, aki meg akar egyezni a Hókirálynővel, hogy Belle-t és Henryt is megmenthesse. Emma kiutat keres a városból, de amikor kiderül, hogy minden irányban áthatolhatatlan jégfal veszi körül, Elsa váratlanul rátalál Anna nyakláncára, és felcsillan a remény, hogy mégis volna mód a város lakóinak megmentésére. Arendelle múltjában Hans és csapatai veszik át az uralmat a királyságban, Anna és Kristoff elszöknek, és a kikötőben Feketeszakáll, a kalóz segítségét akarják igénybe venni. |     |                                                           |                                                 |                                     |                                           |             |
| 76. | 10. | A tükör sötét oldalán (Shattered Sight)                   | Gwyneth Horder-Payton                           | Scott Nimerfro & Tze Chun           | 2014. december 7. 2016. január 27.        | 6,20 millió |
| A Hókirálynő átka eléri Storybrooke-ot, amelynek lakóiból legrosszabbik énjük tör a felszínre. Elsa és Anna Emmával együtt mentesek az átok hatása alól, és megkeresik a Hókirálynőt, aki már várja őket, hogy végre beteljesítse tervét. Szintén nem hat a bűbáj Goldra és az ő jóvoltából Hookra sem, aki azt a feladatot kapja, hogy keresse meg Henryt, akit Gold ki akar menekíteni a tomboló városból. A múltban megelevenednek Emma emlékei kamaszkorából, amikor először találkozott Ingriddel, majd később, amikor először viszontlátta Storybrookban. |     |                                                           |                                                 |                                     |                                           |             |
| 77. | 11. | Hősök és gonoszok (Heroes and Villains)                   | Ralph Hemecker                                  | Edward Kitsis & Adam Horowitz       | 2014. december 14. 2016. február 3.       | 5,69 millió |
| Elsának sikerül lebontania a jégfalat Storybrook körül, de a várost lezáró varázslatból annyi még megmarad, hogy aki átlépi a határt, az többé nem térhet vissza. Elsa és Anna azonban mindenáron haza akar térni Arendelle-be, ahol jelenleg Hans herceg bitorolja a trónt, ezért megkezdik a kutatást egy lehetséges átjáró után. Ezt meg is találják - Gold közreműködésével, akinek persze megint van valami hátsó szándéka. A mesevilágban Belle-t elrabolják Zörgőfürgétől, és életéért cserébe egy varázserejű tárgyat követelnek tőle fogva tartói - három nagyhatalmú boszorkány, akik mindenáron a Zordon fölébe akarnak kerekedni. |     |                                                           |                                                 |                                     |                                           |             |
| 78. | 12. | Sötétség a város szélén (Darkness on the Edge of Town)    | Jon Amiel                                       | Edward Kitsis & Adam Horowitz       | 2015. március 1. 2016. február 10.        | 6,66 millió |
| Sok-sok évvel ezelőtt a mesevilágban Ursula, Szörnyella DeFrász és Démóna találkozóra gyűlnek össze a Tiltott erődben. Zörgőfürge hívta meg őket, mert velük együtt akarja valóra váltani tervét, amivel ők, a gonoszok is elnyerhetik a boldog befejezést. E négy sötét lélek szövetsége a jelenig ível, amikor is a varázslat nélküli világba száműzött Zörgőfürge a három gonosz nőszemély segítségével tervezi meg visszatérését Storybrookba. |     |                                                           |                                                 |                                     |                                           |             |
| 79. | 13. | Nincs bocsánat (Unforgiven)                               | Adam Horowitz                                   | Andrew Chambliss & Kalinda Vazquez  | 2015. március 8. 2016. február 17.        | 6,72 millió |
| Mary Margaret és David nem lelnek nyugalmat, amióta Szörnyella és Ursula a városba érkeztek. Nem tudják elhinni, hogy a két gonosz egyszerre jó útra akar térni, és mindenáron titokban akarják tartani azt, amit ők ketten réges-rég elkövettek Demónával szemben. A mesevilágban ugyanis Hófehérke és a Herceg egyszer már megpróbált együttműködni a három boszorkánnyal, akkor a gonosz királynő átkának elhárítása érdekében. Regina és Henry folytatják kutatásukat a mesekönyv írója után, nyomozásuk a kis Pinokkióhoz vezeti őket, aki azonban nem tud segíteni - Dzsepettó viszont talán igen. |     |                                                           |                                                 |                                     |                                           |             |
| 80. | 14. | A sárkány színre lép (Enter the Dragon)                   | Ralph Hemecker                                  | David H. Goodman & Jerome Schwartz  | 2015. március 15. 2016. február 24.       | 5,88 millió |
| Regina meg akarja győzni a sötétség három királynőjét, hogy neki is köztük a helye, és noha nem kevés kétellyel, de végül magukkal viszik baljós útjaikra. David és Mary Margaret bíznak Reginában, hogy beépített ügynökként kiderítheti, mi rosszban sántikálnak Demóna és társai, Emma azonban jobbnak tartaná, ha árnyákként követhetné Reginát. A mesevilágbeli múltban Zörgőfürge Demónához küldi a gonosz varázslatok terén tanulni vágyó Reginát, az éppen pályafutása mélypontján lévő Demóna azonban épp nagyon távol van attól, hogy kitörjön a benne rejlő sárkány. |     |                                                           |                                                 |                                     |                                           |             |
| 81. | 15. | Szegény mélabús lélek (Poor Unfortunate Soul)             | Steve Pearlman                                  | Andrew Chambliss & Dana Hogan       | 2015. március 22. 2016. március 2.        | 5,79 millió |
| Réges régen Hook hajója egyszer majdnem szikláknak ütközött, amikor matrózait elbűvölte egy sellő az énekével. A sellő nem volt más, mint az ifjú Ursula, aki következő találkozásuk alkalmával alkut kötött a kalózzal. A jelenben Hook felajánlja neki, hogy segít története boldog befejezését elérni, ha Ursula elárulja, mi a Zörgőfürge által vezetett összeesküvés célja. Zörgőrürge eközben Augustból próbálja kicsikarni az információt, hol találhatják meg a mesekönyv íróját. |     |                                                           |                                                 |                                     |                                           |             |
| 82. | 16. | Ember tervez (Best Laid Plans)                            | Ron Underwood                                   | Kalinda Vazquez & Jane Espenson     | 2015. március 29. 2016. március 9.        | 5,48 millió |
| Hófehérke és a herceg az Elvarázsolt erdőben megtudják, hogy születendő gyermeküket a gonosszá válás veszélye fenyegeti, ezért a varázslóinastól kérnek segítséget. Ahhoz, hogy megmentsék gyermeküket, találniuk kell egy másik lényt, akibe a sötétséget száműzhetik. Storybrookban Regina a mesekönyv kitépett lapjának fényképével próbálja félrevezetni Zörgőfürgét, a terv azonban a visszájára sül el, Zörgőfürge ugyanis azonnal rájön, hogy az író a képen látható ajtó mögött van bezárva. Henry eközben a varázsló házába menekül a könyvvel és a már mindenki által keresett lappal együtt. |     |                                                           |                                                 |                                     |                                           |             |
| 83. | 17. | Sebzett szívek (Heart of Gold)                            | Billy Gierhart                                  | Tze Chun & Scott Nimerfro           | 2015. április 12. 2016. március 16.       | 5,17 millió |
| A mesebeli múltban a nottinghami bíró annyira szorongatja Robint az adó miatt, hogy az hajlandó egyezséget kötni Zörgőfürgével, hogy elmegy Oz varázslójának kastélyába és ellopja onnan a sebzett szívek elixírjét. A jelenben Zörgőfürge fogva tartja Reginát és az írót, akitől azt kívánja, hogy ne is egy, hanem több boldog befejezést írjon számára. A két idősík között megelevenedik egy harmadik is a közelmúltban, amikor Robin Hood családjával megérkezik New Yorkba, ahol összefutnak Storybrook másik száműzöttjével, Mr. Golddal. |     |                                                           |                                                 |                                     |                                           |             |
| 84. | 18. | Szimpátia az ördöggel (Sympathy for the De Vil)           | Romeo Tirone                                    | David H. Goodman & Jerome Schwartz  | 2015. április 19. 2016. március 23.       | 5,12 millió |
| Szörnyella DeFrász sötét múltjából több fontos részletre derül fény, miután bevallja Demónának, hogy ő volt az, aki magára hagyta Demóna kislányát, Lilyt az Elvarázsolt erdőben - mindez azonban csak csel, hogy csapdába csalja a sárkányasszonyt. Szörnyellát anyja évekig bezárva tartotta, míg egy nap egy titokzatos újságíró - a sokak által keresett meseíró - megjelenése alkalmat nem kínál neki a szökésre. Regina eközben New Yorkba készül, hogy megmentse Robin Hoodot Zelenától, de gondoskodik arról is, hogy távollétében meg tudja akadályozni Gold további mesterkedéseit. |     |                                                           |                                                 |                                     |                                           |             |
| 85. | 19. | Lily (Lily)                                               | Ralph Hemecker                                  | Andrew Chambliss & Dana Hogan       | 2015. április 26. 2016. március 30.       | 5,21 millió |
| Demóna beleegyezik, hogy segít Emmának és a többieknek, mert Zörgőfürge közös ellenségük. Emma megtudja, hogy Demóna gyermeke nem volt más, mint Lily, a lány, akivel gyerekkorában többször is találkozott, és barátságuknak nem volt jó vége. Emma és Regina együtt hagyják el Storybrookot, Regina, hogy megmentse Robint Zelenától, Emma, hogy felkutassa Lilyt. Gold eközben tesz róla, hogy ne tudják sakkban tartani Belle szívének fogva tartásával. |     |                                                           |                                                 |                                     |                                           |             |
| 86. | 20. | Anyák (Mother)                                            | Ron Underwood                                   | Jane Espenson                       | 2015. május 3. 2016. április 6.           | 5,31 millió |
| A mesebeli múltban Cora segíteni akar Reginának megtalálni lelki társát, az alkalmas jelöltet meg is találja - a nottinghami bíró személyében. Storybrookban Demóna boldog, hogy végre találkozhat lányával, Lilyvel, akit azonban jobban érdekel a bosszú Hófehérke és a herceg ellen. Gold állapota egyre rosszabbodik, sürgősen szüksége van a sötét lelkű ember véréből vett tintára, hogy az íróval átirathassa történetét, Regina azonban közbelép, mert Zelenával kapcsolatban saját tervei vannak az íróval és annak pennájával. |     |                                                           |                                                 |                                     |                                           |             |
| 87. | 21. | A Mongúz-hadművelet, 1. rész (Operation Mongoose, Part 1) | Romeo Tirone                                    | Edward Kitsis & Adam Horowitz       | 2015. május 10. 2016. április 13.         | 5,51 millió |
| Storybrookban Hook útmutatása nyomán sikerül kiszabadítani a varázslóinast a csapdából, ahová pont Hook közreműködésével került. A varázslóinas elmondja, hogy Isaacot, az írót a varázsajtót ábrázoló illusztráció segítségével lehetne foglyul ejteni. Erre azonban már nem kerül sor, mert a haldokló Gold utasításait követő Isaac már története megírásának végére ért. Henry hirtelen egyedül találja magát a városban. |     |                                                           |                                                 |                                     |                                           |             |
| 88. | 22. | A Mongúz-hadművelet, 2. rész (Operation Mongoose, Part 2) | Ralph Hemecker                                  | Edward Kitsis & Adam Horowitz       | 2015. május 10. 2016. április 20.         | 5,51 millió |
| Isaac a megváltoztatott Elvarázsolt erdőben megkeresi Zörgőfürgét, és meggyőzi, hogy csak akkor tarthatja meg hős lovagi mivoltát, ha megállítja Henryt, aki Reginát hozzá akarja segíteni igaz szerelmének elnyeréséhez. Hófehérke a herceggel és a rettegésben tartott törpékkel szintén arra készül, hogy leszámoljon Henryvel és Reginával. Henry eközben Hookkal a Jolly Roger fedélzetén a feneketlen tenger közepén álló sziget felé tart, hogy kiszabadítsa a toronyban fogva tartott Emmát. |     |                                                           |                                                 |                                     |                                           |             |

## Ötödik évad (2015–2016)
| Sor. | Év. | Cím                                           | Rendező               | Író                                 | Premier                             | Nézettség   |
| --- | --- | --------------------------------------------- | --------------------- | ----------------------------------- | ----------------------------------- | ----------- |
| 89. | 1.  | Fekete hattyú (The Dark Swan)                 | Ron Underwood         | Edward Kitsis & Adam Horowitz       | 2015. szeptember 27. 2017. május 7. | 5,93 millió |
| Storybrook lakói összefognak, hogy megmentsék Emmát a sötét varázslattól, amely magával sodorta. A Merlin egykori tanoncától kapott varázspálcát csak olyasvalaki tudja a világokat összekötő kapu megnyitására használni, akiben elegendő gonoszság is van, ezért a foglyul ejtett Zelenához fordulnak segítségért. Emma eközben az Elvarázsolt erdőben új ismerősökkel találkozik, Meridával és Artúr királlyal, illetve egy nagyon is régi ismerőssel, Zörgőfürgével. |     |                                               |                       |                                     |                                     |             |
| 90. | 2.  | Az ár (The Price)                             | Romeo Tirone          | Andrew Chambliss & Dana Horgan      | 2015. október 4. 2017. május 13.    | 5,38 millió |
| Camelotban Artúr király bált rendez Storybrookból érkezett vendégei tiszteletére, akik ekkor tudják meg, hogy Merlint, a varázslót egy közelben álló fa belsejében tartja fogva a varázslat. Küldetésük sikere érdekében nem árulják el, hogy Emma megmentése a céljuk, és azt mondják, Regina a megmentő. A jelenben Storybrookban valójában is pontosan ez lesz Regina feladata, ha meg akarja törni az Emma által előidézett átkot. |     |                                               |                       |                                     |                                     |             |
| 91. | 3.  | A veszedelmek széke (Siege Perilous)          | Ralph Hemecker        | Jane Espenson                       | 2015. október 11. 2017. május 14.   | 5,28 millió |
| Emma a bányában rátör az ott dolgozó törpékre és megkaparintja Vidor csákányát, amely minden anyagon képes áthatolni, így akarja kiszabadítani Excaliburt a sziklából. Zörgőfürge azonban felvilágosítja, hogy a csákány itt mit sem ér, csak egy valódi hős képes kihúzni a kardot a kőből. Camelotban Regina és társai megkísérlik, hogy kapcsolatba lépjenek a fába zárt Merlinnel; a varázslathoz egy különleges gombára van szükség, amely csak az örök éj erdejében található. David és Artúr együtt indulnak el a veszélyes küldetésre. |     |                                               |                       |                                     |                                     |             |
| 92. | 4.  | A megtört királyság (The Broken Kingdom)      | Alrick Riley          | David H. Goodman & Jerome Schwartz  | 2015. október 18. 2017. május 20.   | 4,92 millió |
| Amikor Artúr király kihúzta a kőből a kardot, Excaliburt, látta, hogy a penge hiányos, de ezt eltitkolta a nép elől, amely királyaként ünnepelte. Ahiányzó rész nem más, mint a Zordon tőre, amelynek megszerzése most Artúr legfőbb célja. Guinevere királyné a tőr miatt alkut köt Zörgőfürgével, aki Merlin kesztyűjéért cserébe varázsport ad neki, amely segít, hogy úgy tűnjék, ami törött, újra egésszé vált. A varázspor Artúr kezében saját hatalmának eszközévé válik. |     |                                               |                       |                                     |                                     |             |
| 93. | 5.  | Álomfogó (Dreamcatcher)                       | Romeo Tirone          | Edward Kitsis & Adam Horowitz       | 2015. október 25. 2017. május 21.   | 5,12 millió |
| Emma egy álomfogón keresztül nézi végig, ahogy sok-sok évvel ezelőtt Merlin, a varázsló szembeszállt a Zordonnal, de alulmaradt és a Zordon végül fává változtatta őt. Ugyanez az álomfogó segít Emmának leleplezni a varázslatot, amelyet Artúr király bocsátott a szüleire. Regina rájön, hogy egy könnycsepp segíthet feloldani a Merlint fogva tartó varázslatot. Amíg Henry Emma segítségét kéri Violet lovának felkutatásában, Regina és társai behatolnak Emma házába, ahol fontos felfedezéseket tesznek. |     |                                               |                       |                                     |                                     |             |
| 94. | 6.  | A medve és az íj (The Bear and the Bow)       | Ralph Hemecker        | Andrew Chambliss & Tze Chun         | 2015. november 1. 2017. május 27.   | 4,83 millió |
| David, Hook, Belle és Merlin kiszabadítják Artúr várának tömlöcéből Lancelotot és Meridát. Merida az alkalmas pillanatban elrabolja Belle-t, hogy a segítségével használni tudja azt a varázslatot, amellyel kiszabadíthatja öccseit a klánok fogságából. Storybrookban Gold rájön, hogy Emma azért állította rá Meridát, hogy Belle-t védelmezve hőssé váljék, aki majd kihúzhatja a kardot a kőből. Gold ezért el akar menekülni a városból, Belle azonban nem hajlandó sorsukra hagyni barátait. |     |                                               |                       |                                     |                                     |             |
| 95. | 7.  | Nimue (Nimue)                                 | Romeo Tirone          | Jane Espenson                       | 2015. november 8. 2017. május 28.   | 4,88 millió |
| Ezer évvel Artúr kora előtt Merlin egy sivatagon vágott keresztül, mikor ráakadt a Szent Grálra, amelyből szomját olthatta. Ettől a pillanattól ered varázsereje. Századokkal később beleszeretett egy Nimue nevű lányba, akinek a Zordon elpusztította a faluját; őérte szívesen lemondana halhatatlanságáról, Nimue bosszúvágya azonban mindent megváltoztat. Egy későbbi korban Merlin és Emma elindulnak, hogy szembeszálljanak az első Zordonnal. Ha kudarcot vallanak, Merlin meghal, Emma pedig minden idők leghatalmasabb Zordonává válik. |     |                                               |                       |                                     |                                     |             |
| 96. | 8.  | Születés (Birth)                              | Eagle Egilsson        | David H. Goodman & Jerome Schwartz  | 2015. november 15. 2017. június 3.  | 4,85 millió |
| Miután Emma azt állítja, legfőbb célja Hook megmentése, a kalóz a végére akar járni, mi történt Emma és ő közte Camelotban, mielőtt az emlékeit törölték volna. Az Artúr által irányított Merlin a tőrt és a lángot követeli Emmától cserében családtagjai életéért. Storybrookban Zelena terhessége váratlanul felgyorsul, ami mindenki szerint nem lehet más, mint Emma műve. Hook szembeszáll Artúrral, aki Zelenával elmenekül, előbb azonban az Excaliburral sebet ejt Hook nyakán. |     |                                               |                       |                                     |                                     |             |
| 97. | 9.  | A medvekirály (The Bear King)                 | Geofrey Hildrew       | David H. Goodman & Jerome Schwartz  | 2015. november 15. 2017. június 4.  | 4,85 millió |
| Artúr elmondja Zelenának, hogy hol találhatják meg a győzelmükhöz szükséges varázslatot, egy távoli országban, ami nem más, mint Merida hazája. Merida apja, Fergus király egy erdei boszorkánytól kért segítséget, hogy legyőzhesse ellenségeit, és egy varázserejű sisakot kapott. Merida megkoronázásának napján a palotába beviharzik a boszorkány és előadja követeléseit. Meridának, akit Mulan segít küldetésében, meg kell találnia az elvezett sisakot, csakhogy Artúr és Zelena is pontosan ezt a tárgyat akarják megkaparintani. |     |                                               |                       |                                     |                                     |             |
| 98. | 10. | Megtört szív (Broken Heart)                   | Romeo Tirone          | Dana Horgan & Tze Chun              | 2015. november 29. 2017. június 10. | 4,38 millió |
| Hook, miután újjászületett Zordonként, végre le akar számolni régi ellenségével, Zörgőfürgével; felkeresi Goldot a boltjában és párbajra hívja a hajó fedélzetén. Emma segítséget ígér a hősöknek, ha leveszik róla a bilincset, de erre még Henry sem hajlandó. Camelotban Emma meggyőzi Hookot, hogy még mindketten képesek lehetnek arra, hogy legyőzzék magukban a sötét erőt, de ennek érdekében azokhoz kell visszatérniük, akiket szeretnek. |     |                                               |                       |                                     |                                     |             |
| 99. | 11. | Hattyúdal (Swan Song)                         | Gwyneth Horder-Payton | Edward Kitsis & Adam Horowitz       | 2015. december 6. 2017. június 11.  | 4,56 millió |
| Storybrookot megszállják a feltámadott Zordonok, hogy mindegyik elragadjon egyet az élők közül, akivel kiválthatja magát az alvilágból. Miután hőseink közül mindenkit megjelöltek, Gold már csak egyetlen tanáccsal szolgálhat nekik: használják ki az utolsó perceket, amelyeket szeretteik körében tölthetnek. Emma azonban nem hajlandó feladni a küzdelmet, és ehhez szövetségesnek az újra gonoszá vált Hookot akarja megnyerni, akinek - életében immár nem először - el kell döntenie, milyen ember akar lenni. |     |                                               |                       |                                     |                                     |             |
| 100. | 12. | Az eltávozottak lelke (Souls of the Departed) | Ralph Hemecker        | Edward Kitsis & Adam Horowitz       | 2016. március 6. 2017. június 17.   | 4,01 millió |
| Emma és társai egy furcsa, megváltozott Storybrooke-ban találják magukat. Ez az alvilág, amelyet olyan holt lelkek népesítenek be, akiknek még maradt valami elintézetlen ügyük. Hookot nem sikerül megtalálniuk, Regina azonban találkozik anyjával, Corával, aki azt akarja, hogy térjen vissza a valódi Storybrooke-ba, különben apja fogja kárát látni. A mesebeli múltban a gonosz királynő apja a varázstükör segítségével megidézi Corát, aki nem nyugszik, amíg hozzá nem segíti lányát, hogy bosszúja Hófehérke ellen beteljesedjék. |     |                                               |                       |                                     |                                     |             |
| 101. | 13. | Az utolsó munka (Labor of Love)               | Billy Gierhart        | Andrew Chambliss & Dana Horgan      | 2016. március 13. 2017. június 18.  | 4,31 millió |
| Hook alvilági börtönében egy lánnyal találkozik, akit saját maradása árán sikerül megszöktetnie, és üzenettel Emmához küldi. Mary Margaret viszontlátja a félisten Herkulest, akinek serdülőkorában döntő szerepe volt abban, hogy Hófehérke népének hősévé válhatott; most Herkulesből kell ismét hőst faragni, hogy legyőzhesse a Hookot fogva tartó háromfejű szörnyet, Cerberust. Robin Hood eközben bejuttatja Henryt Regina irodájába, hogy megkeresse Storybrook térképét, a fiú azonban ehelyett Szörnyella karjaiba szalad, aki Henryt mint a jelenlegi Írót akarja felhasználni, hogy kijusson az alvilágból. |     |                                               |                       |                                     |                                     |             |
| 102. | 14. | Aki az ördöggel paktál (Devil's Due)          | Alrick Riley          | Jane Espenson                       | 2016. március 20. 2017. június 24.  | 3,54 millió |
| Hádész azt várja Hooktól, hogy nevezze meg három barátját, akinek az alvilágban kell maradnia, és a többiek megmenekülhetnek; Hook nem hajlandó erre, ezért Hádész útnak indítja az Elveszett Lelkek Folyója felé. Gold felajánlja Emmának, hogy segít megkeresni Hookot, de ehhez még egyvalakire szükségük van, Zörgőfürge volt feleségére, Milah-ra. A mesebeli múltban Zörgőfürge és Milah gyermekét, Bealfire-t megmarja egy kígyó, a gyógyító ember pedig annyi pénzt kér a méreg ellenszeréért, amit nem tudnak megadni, így más eszközhöz folyamodnak. |     |                                               |                       |                                     |                                     |             |
| 103. | 15. | A Jones fivérek (The Brothers Jones)          | Eagle Egillson        | Jerome Schwartz & David H. Goodman  | 2016. március 27. 2017. június 25.  | 3,51 millió |
| Henry hajlandó lenne alkut kötni Szörnyellával, ám a penna keresése közben összetalálkozik a varázslóinassal, aki figyelmezteti arra, hogy íróként az események lejegyzése a feladata, nem azok befolyásolása. Hook az alvilágban viszontlátja fivérét, Liamet, akinek titokban szörnyű súly nyomja a szívét egy múltbeli döntése miatt, amelyhez Hádésznek is köze volt. Hádész továbbra is a kezében tartja az idősebbik Jones fivért, és arra akarja felhasználni, hogy megakadályozza a hősök menekülését az alvilágból. |     |                                               |                       |                                     |                                     |             |
| 104. | 16. | A mi pusztulásunk (Our Decay)                 | Steve Pearlman        | Tze Chun & Dana Horgan              | 2016. április 3. 2017. július 1.    | 3,78 millió |
| Réges-régen Óz birodalmában Zelena időutazó varázslatra készül, amelyhez szüksége van a Madárijesztőre, akit azonban Dorothy az utolsó pillanatban kiment a boszorkány markából. Hádész felajánlja segítségét Zelenának, akitől azt várja, hogy cserében segítse véghez vinni bosszúját bátyjával, Zeusszal szemben. A jelenben Hádész arra kényszeríti Goldot, hogy nyisson átjárót a felvilágba, ahonnan Zelena kisbabáját akarja elrabolni, az átjárón azonban Zelena és Belle is átkerül az alvilágba. |     |                                               |                       |                                     |                                     |             |
| 105. | 17. | Szíved igaz hőse (Her Handsome Hero)          | Romeo Tirone          | Jerome Schwartz                     | 2016. április 10. 2017. július 2.   | 3,75 millió |
| A mesebeli múltban Belle-t az apja feleségül akarja adni a szomszéd nagyúr fiához, Gastonhoz, annak reményében, hogy így segítséget kaphat a fenyegető ogretámadás ellen. Belle eleinte húzódozik, de amikor megismeri Gastont, vonzódni kezd hozzá - egészen addig, amíg meg nem ismeri valódi természetét. Hádész olyan fegyverrel szereli fel Gastont, amivel bosszút állhat Zörgőfürgén, aki az alvilágba juttatta őt. Hádész alkut ajánl Belle-nek, hogy lemond Belle születendő gyermekéről, akit Zörgőfürge neki ígért egy korábbi alkuban, ha nem akadályozza meg Gaston és Zörgőfürge összecsapását. Emma egy álomban azt látja, hogy egy szörnyeteg végez anyjával, Hófehérkével, ezért amikor a valóságban megismétlődik az álomban látott jelenet, mindenáron elejét akarja venni a tragédiának. |     |                                               |                       |                                     |                                     |             |
| 106. | 18. | Vörös cipellők (Ruby Slippers)                | Eriq La Salle         | Andrew Chambliss & Bill Wolkoff     | 2016. április 17. 2017. július 8.   | 3,76 millió |
| Óz birodalmában Piroska és Mulan találkoznak a felnőtt Dorothyval, amikor is Zelena rájuk támad, hogy megszerezze a vörös cipellőket, amelyek segítségével vissza akar jutni a kisbabájához. Amikor Piroska az alvilágba érkezik, Zelena megijed, hogy a hősök soha többé nem engedik hozzá a gyermekét, ha megtudják, mit tett Dorothyval. Piroska valakit magával vihetne a vörös cipellőivel a felvilágba, mire Emma azt javasolja, a szülei térjenek haza Storybrooke-ba, ám Hófehérke nem mehet, mivel a neve fel van egy sírkőre, csak a Herceg, aki ebbe nem hajlandó belenyugodni. |     |                                               |                       |                                     |                                     |             |
| 107. | 19. | Nővérek (Sisters)                             | Romeo Tirone          | David H. Goodman & Brigitte Hales   | 2016. április 24. 2017. július 9.   | 3,85 millió |
| Hádész közös jövőt tervez Zelenával a valódi Storybrooke-ban, ennek érdekében a hősöket örökre az alvilágban akarja tartani. Regina tudja, hogy egyedül az anyjuk képes megállítani Zelenát, mielőtt Hádész karjaiba vetné magát, ezért Hook segítségével kimenti Corát abból a rabszolgaszerű helyzetből, amelyre Hádész ítélte. Emlékképekben megelevenedik az az idő, amikor a Regina és Zelena gyermekként felfedezték, hogy testvérek, de nem örülhettek sokáig egymásnak. Cora végül esélyt kap, hogy rendezze mindkét lányával kapcsolatos elintézetlen ügyeit. |     |                                               |                       |                                     |                                     |             |
| 108. | 20. | Tűzmadár (Firebird)                           | Ron Underwood         | Jane Espenson                       | 2016. május 1. 2017. július 15.     | 3,77 millió |
| Hádész Reginától és társaitól kér segítséget, hogy megmentsék Zelenát Zörgőfürge és Pán Péter fogságából; megígéri, hogy cserében letörli neveiket a sírkövekről és elhagyhatják az alvilágot. Hook azonban így sem mehet, ezért Emma ahhoz a varázslathoz fordul, amit Orpheus használt, amikor szerelmét, Euridikét akarta megmenteni, ehhez azonban alá kell szállnia még az alvilágnak is a mélyére. A felvilágba vezető kapu azonban csak igen rövid időre nyílik meg. |     |                                               |                       |                                     |                                     |             |
| 109. | 21. | Istenek és emberek (Last Rites)               | Craig Powell          | Jerome Schwartz                     | 2016. május 8. 2017. július 16.     | 3,75 millió |
| Hádész egyik első tette az élők világában az, hogy megöli a gyanútlan Arthur királyt. Hófehérke örömmel fogadja a visszatérő Reginát és a többieket. Zelena nem hajlandó elhinni, hogy Hádész továbbra is megbízhatatlan, ezért varázslattal védi a házat, ahol meghúzzák magukat, Regina és Robin azonban megpróbálják egy földalatti járaton kikerülni a varázslatot. Arthur az alvilágban találkozik Hookkal, aki ráveszi, hogy fogjanak össze és küldjenek üzenetet a felvilágba arról, hogyan lehet legyőzni Hádészt. |     |                                               |                       |                                     |                                     |             |
| 110. | 22. | Csak te (Only You)                            | Romeo Tirone          | David H. Goodman & Andrew Chambliss | 2016. május 15. 2017. július 22.    | 4,07 millió |
| Gold az olümposzi kristály segítségével arra készül, hogy minden hatalmat a saját kezében összpontosítson. Henry újra találkozik Violettel, akit beavat a tervébe, hogy örökre elpusztítson minden varázslatot, mert az tapasztalatai szerint csak balszerencsét hoz mindenkire. Henry írói hatalmánál fogva magához ragadja a kristályt, és Violettel együtt útra kel, hogy ha megtudta annak módját, elpusztítsa. Emma és Regina kénytelenek félretenni legújabb keletű ellenérzéseiket egymás iránt, és együtt próbálnak Henry nyomára akadni. Eközben egy félresikerült varázslat következtében Zelena, Hófehérke, David és Hook átkerülnek egy ismeretlen világban, ahol egy Dr. Jekyll nevű emberrel találkoznak.                                                                                      |     |                                               |                       |                                     |                                     |             |
| 111. | 23. | Egy elmondatlan mese (An Untold Story)        | Dean White            | Edward Kitsis & Adam Horowitz       | 2016. május 15. 2017. július 23.    | 4,07 millió |
| Dr. Jekyll kiszabadítja a hősöket börtönükből és megmutatja nekik a világot, amelybe csöppentek: ez az elmondatlan mesék földje, ahol a más világokból kitaszított szereplők bolyonganak. A doktor olyan szérumot hozott létre, amely elválasztja egymástól a személyiség jó és rossz oldalát, és végre Dr. Jekyll és Mr. Hyde külön testben élhet tovább, de hőseink kilátástalan helyzete ezzel még nem oldódik meg. New Yorkban Emma és Regina megpróbálják megszerezni Goldtól a varázskristályt, de Henry közbelép, hogy elpusztítson minden varázslatot. |     |                                               |                       |                                     |                                     |             |

## Hatodik évad (2016-2017)
| Sor. | Év. | Cím                                            | Rendező         | Író                                                       | Premier                                | Nézettség   |
| --- | --- | ---------------------------------------------- | --------------- | --------------------------------------------------------- | -------------------------------------- | ----------- |
| 112. | 1.  | A megmentő (The Savior)                        | Eagle Egilsson  | Edward Kitsis & Adam Horowitz                             | 2016. szeptember 25. 2017. július 29.  | 3,99 millió |
| Aladdin bajban van, nem képes szemeszállni Dzsafarral, aki elárulja, hogy ismeri a megmentők titkát. Emma, Regina és társaik Dr. Jekyll találmányát felhasználva foglyul ejtik Hyde-ot, az összecsapás során azonban Emmán valami megmagyarázhatatlan remegés lesz úrrá. Regina felismeri, hogy bármennyire is igyekszik jó testvére lenni Zelenának, őt hibáztatja a balszerencséje miatt. Zörgőfürge varázslattal belép Belle álomvilágába, hogy meglelje a módját, hogyan ébressze fel hitvesét. |     |                                                |                 |                                                           |                                        |             |
| 113. | 2.  | Keserű korty (A Bitter Draught)                | Ron Underwood   | Andrew Chambliss & Dana Horgan                            | 2016. október 2. 2017. július 30.      | 3,72 millió |
| Hófehérke és a herceg meghívót kapnak az Elmondatlan Mesék Földjéről érkezettek egyikétől, aki Monte Cristo grófjaként megszállottan igyekszik beteljesítenie bosszúját, amelynek a hátterében egy olyan összeesküvés áll, amelyen csak Reginának sikerül átlátnia. A Reginától önálló életre kelt gonosz királynő eközben megpróbálja Zelenát a maga oldalára állítani. Emma folytatja a terápiát Archie-nál, és lassan kezdi megérteni a látomásaiban rejlő titkot. |     |                                                |                 |                                                           |                                        |             |
| 114. | 3.  | A másik cipő (The Other Shoe)                  | Steve Pearlman  | Jane Espenson & Jerome Schwartz                           | 2016. október 9. 2017. augusztus 5.    | 4,11 millió |
| Henry írói szakértelmével megpróbál segíteni az Elmondatlan Mesék Földjéről érkezetteknek, hogy megtalálják saját történetszálukat. Hamupipőke eközben meg akarja találni mostoháit, ami Emma szerint nem jó ötlet. Regina és a gonosz királynő egymás elleni küzdelmében Mr. Hyde lesz a kulcsfigura. Dr. Jekyll és Dr. Frankenstein egyesítik erőiket. |     |                                                |                 |                                                           |                                        |             |
| 115. | 4.  | Különös eset (Strange Case)                    | Alrick Riley    | David H. Goodman & Nelson Soler                           | 2016. október 16. 2017. augusztus 6.   | 3,53 millió |
| A gonosz királynő és Hyde mindent megpróbálnak, hogy megkaparintsák Jekyll szérumát, közben pedig fény derül a doktor és Mr. Hyde szörnyű titkára. Hófehérke újra tanítani kezd az iskolában, ahol úgy munkatársat kap, aki meglepően sokat tud arról, miként kell egy hősnek viselkednie. Hook meg akarja védelmezni Belle-t Goldtól, aki ellenben valaki mástól akarja megvédeni a feleségét, ezért védővarázzsal veszi körül. |     |                                                |                 |                                                           |                                        |             |
| 116. | 5.  | Utcai patkányok (Street Rats)                  | Norman Buckley  | Edward Kitsis & Adam Horowitz                             | 2016. október 23. 2017. augusztus 12.  | 3,40 millió |
| Jázmin hercegnő ráveszi Aladdint, a tolvajt, hogy segítsen neki megszerezni egy titkos fegyvert, amellyel megtörheti a gonosz Dzsafar nagyvezír hatalmát apja, a szultán felett, és így városuk, Agrabah megmenekülhet. Storybrookban a gonosz királynő csellel felfedi Emma titkát, hogy bizalmatlanságot ébresszen közte és a szülei, valamint Hook között. |     |                                                |                 |                                                           |                                        |             |
| 117. | 6.  | Sötét vizeken (Dark Waters)                    | Robert Duncan   | Andrew Chambliss & Brigitte Hales                         | 2016. október 30. 2017. augusztus 13.  | 3,06 millió |
| Emma megpróbálja meggyőzni Aladdint, hogy vállalja fel a megmentő szerepét Agrabah érdekében. Regina feltartja a gonosz királynőt, amíg Hófehérke és David megszöktetik a tücsök képében fogva tartott Archie-t a kalitkájából. Henry kérdőre vonja Hookot, amiért Emma kérésének ellenére megtartotta a sors fonalát elvágni képes ollót. Hookot utoléri életének egy újabb sötét titka, amelynek köze van ahhoz a kalandhoz, amikor találkozott Nemo kapitánnyal, aki magával vitte tengeralattjárójára, a Nautilusra.                                                                                   |     |                                                |                 |                                                           |                                        |             |
| 118. | 7.  | Szívtelenül (Heartless)                        | Ralph Hemecker  | Jane Espenson                                             | 2016. november 6. 2017. augusztus 19.  | 3,56 millió |
| A gonosz királynő ultimátum elé állítja Hófehérkét: vagy önként átadja neki a szívét Daviddel együtt, vagy Storybrooke minden lakója el fog veszni. Felcsillan egy apró reménysugár, hogy a gonosz királynőt csapdába lehet ejteni egy varázserejű facsemete segítségével, amely valahol az erdőben rejtőzik. Hófehérke és David visszaemlékeznek első találkozásukra, amikor David egy fejvadász fogságából próbálta kiszabadítani Hófehérkét az Elvarázsolt erdőben. |     |                                                |                 |                                                           |                                        |             |
| 119. | 8.  | Tükröd leszek (I'll Be Your Mirror)            | Jennifer Lynch  | Jerome Schwartz & Leah Fong                               | 2016. november 13. 2017. augusztus 20. | 3,40 millió |
| Miközben Mary Margaret és David igyekeznek hozzászokni, hogy csak akkor lehetnek ébren, amikor a másikuk alszik, Emma és Regina tervet eszelnek ki, hogyan tudnák foglyul ejteni a gonosz királynőt, de az túljár az eszükön. Belle megkéri Aladdint, hogy lopjon el Gold üzletéből egy varázserejű tárgyat, amelynek a segítségével aztán Zelena védelmet bocsáthat Belle-re és születendő gyermekére, hogy Gold soha többé ne árthasson nekik. |     |                                                |                 |                                                           |                                        |             |
| 120. | 9.  | Tündérek gyermeke (Changelings)                | Mairzee Almas   | David H. Goodman & Brian Ridings                          | 2016. november 27. 2017. augusztus 26. | 3,28 millió |
| Gold rábírja a gonosz királynőt, hogy ölje meg Zelenát, de Reginának időben sikerül közbelépnie. Amikor Belle megtudja, hogy Goldnak mi a terve születendő gyermekükkel kapcsolatban, varázsszert keres, amivel Goldot rövid időre megbéníthatják, amíg Emma és Hook megszerzik tőle az ollót, amely képes elvágni a sors fonalát. Jázmin talál egy varázslámpát, amellyel megmenthetné Agrabát, ebben a lámpában azonban nem lakik dzsinn. |     |                                                |                 |                                                           |                                        |             |
| 121. | 10. | Bárcsak itt lennél (Wish You Were Here)        | Ron Underwood   | Edward Kitsis & Adam Horowitz                             | 2016. december 4. 2017. augusztus 27.  | 3,27 millió |
| Amikor a gonosz királynő szembesül azzal, hogy a hősök rendelkeznek olyan fegyverrel, amellyel legyőzhetik, megszerzi magának Aladdin csodalámpáját, és a kívánságával örökre el akarja tenni az útból a megmentőt. Míg Regina Emma megmentésével van elfoglalva, David, Hook és Henry szállnak szembe a királynővel. Belle és Gold megtudják, hogy kisfiukat elrabolta a fekete tündér, és a mindkettejüket ért csapás végül arra indítja őket, hogy összefogjanak. |     |                                                |                 |                                                           |                                        |             |
| 122. | 11. | A rút kiskacsa (Tougher Than the Rest)         | Billy Gierhart  | Edward Kitsis & Adam Horowitz                             | 2017. március 5. 2017. szeptember 2.   | 3,03 millió |
| Miközben Hófehérke még mindig mély álmát alussza, David elindul, hogy megállítsa Gideont, mielőtt az Emmára támadhatna. Az alternatív mesevilágban, Regina a végére akar járni, hogy itt, ahol a gonosz királynőt legyőzték, valóban mindenki boldogabban él-e, különös tekintettel Robinra. Emma felfedez egy régi ismerőst, aki segíthet nekik visszajutniuk Storybrookba, és aki ráébreszti Emmát, hogyan változtahatja meg a sorsát. |     |                                                |                 |                                                           |                                        |             |
| 123. | 12. | Csúf, erőszakos halál (Murder Most Foul)       | Morgan Beggs    | Jerome Schwartz & Jane Espenson                           | 2017. március 12. 2017. szeptember 3.  | 3,06 millió |
| Hook elszánja magát, hogy megkérje Emma kezét, de előbb szeretne biztos lenni benne, hogy David is jó szívvel fogadná őt a családban. Kapóra jön, hogy David épp szívességet akar kérni, csakhogy valami olyat, amit Hook nem tud könnyű szívvel megtenni. Regina igyekszik felvilágosítani Robint a Storybrooke-ban zajló élet hogyanjáról és mikéntjéről, eközben azonban ijesztő felfedezésekben is része lesz. Davidnek sikerül tisztáznia a rejtélyeket apja halálával kapcsolatban, egyetlen apró részletet kivéve.                                                                                  |     |                                                |                 |                                                           |                                        |             |
| 124. | 13. | Vészjós jelek (Ill-Boding Patterns)            | Ron Underwood   | Andrew Chambliss & Dana Horgan                            | 2017. március 19. 2017. szeptember 9.  | 2,71 millió |
| Gideon továbbra is tántoríthatatlanul tör előre, hogy megölje Emmát és maga váljék a megmentővé, Gold azonban közbelép, hogy megakadályozza, hogy a sötét varázslat megmérgezze a fiát. Robin meg akar szökni Storybrooke-ból, amihez szövetségest keres magának Zelena személyében. Hook összeszedi a bátorságát, hogy elmondja Emmának, amit megtudott a múltjáról, Emma azonban keresztülhúzza a számítását. |     |                                                |                 |                                                           |                                        |             |
| 125. | 14. | A 23. oldal (Page 23)                          | Kate Woods      | David H. Goodman & Brigitte Hales                         | 2017. március 26. 2017. szeptember 10. | 2,85 millió |
| A gonosz királynő úgy gondolja, nincs többé hely Storybrooke-ban neki és jobbik felének, ezért végleg meg akar szabadulni Reginától, végül azonban mindkettejük sorsa más irányba fordul, mint hitte. Robin Hood végre eléri, amit oly régen akart, és megszökik a modern világból. Hook szeretne teljesen őszinte lenni Emmához, de fél bevallani az igazságot, ezért régi barátjától, Nemo kapitánytól kér tanácsot, Gideon azonban közbelép. |     |                                                |                 |                                                           |                                        |             |
| 126. | 15. | Egy csodás hely (A Wondrous Place)             | Steve Pearlman  | Jane Espenson & Jerome Schwartz                           | 2017. április 2. 2017. szeptember 16.  | 2,80 millió |
| Hook és a Nautilus teljes legénysége egy másik világban találják magukat, ahonnan reménytelennek tűnik a visszatérés, amíg váratlanul fel nem tűnik a színen Aladdin és Jázmin, illetve egy régi ismerős, Ariel. Jázmin réges rég Ariellel együtt szállt szembe Dzsafarral, hogy megmentse városát, Agrabát. Storybrooke-ban eközben Emma össze van törve Hook távozása miatt, ezért Regina és Hófehérke elviszik egy kis kikapcsolódásra. Gideon ezt az időt is arra használja, hogy csapdát állítson a megmentőnek.                                                                                      |     |                                                |                 |                                                           |                                        |             |
| 127. | 16. | Anya kis segitője (Mother's Little Helper)     | Billy Gierhart  | Story: Edward Kitsis & Adam Horowitz, Teleplay: Paul Karp | 2017. április 9. 2017. szeptember 17.  | 2,60 millió |
| Gold és Belle meggyőzik Emmát, hogy segítsen Gideonnak legyőzni a Fekete Tündért, mert az azt tervezi, hogy minden eddiginél sötétebb átokkal sújtja a világot. Henry transzba esik, miközben Regina varázsfőzetének elkészítésében segédkezik; Regina tudni akarja, mi történt a fiával, ezért felkeresi a korábbi írót. Eközben a mesevilágban Hook kártyán akarja megnyerni Feketeszakálltól a varázsbabot, amellyel visszajuthat Emmához. Visszapillantásban megelevenednek Gideon ifjúkori szenvedései, amint a Fekete Tündér el akarta érni, hogy tervei végrehajtásának tökéletes eszközévé váljék. |     |                                                |                 |                                                           |                                        |             |
| 128. | 17. | Ébredések (Awake)                              | Sharat Raju     | Andrew Chambliss & Leah Fong                              | 2017. április 16. 2017. szeptember 23. | 2,51 millió |
| A Sohaországban ragadt Hook összefog Tigrisliliommal, az indiánlánnyal, hogy megmeneküljön az Elveszett Fiúk elől és visszajuthasson Emmához. Storybrookban Regina új varázslaton dolgozik, amivel megtörheti az álomátkot, amellyel a Fekete Tündér sújtotta Hófehérkét és Davidet. Visszapillantásban megláthatjuk, hogy a nagy átok idején a pár mekkora áldozatot hozott azért, hogy Emma végül beteljesíthesse küldetését. A Fekete Tündér, oldalán Gideonnal megjelenik Gold boltjában és közli, hogy arra számít, Gold önként fog az oldalára állni.                                                |     |                                                |                 |                                                           |                                        |             |
| 129. | 18. | Hol szárnyal a kék madár (Where Bluebirds Fly) | Michael Schultz | David H. Goodman & Brigitte Hales                         | 2017. április 23. 2017. szeptember 24. | 2,69 millió |
| Zelena elhatározza, hogy egymaga száll szembe a Fekete Tündérrel, Regina szerint azonban ez a kísérlet katasztrófával végződne. Amikor Zelena alászáll a város alatt rejlő tarnákba, Regina is utána megy, de még ő sem sejtheti mi vár rájuk. Hófehérke és a herceg buzgón belevetik magukat Emma és Hook esküvőjének tervezésébe, de valahogy nem tudnak egyről a kettőre jutni. |     |                                                |                 |                                                           |                                        |             |
| 130. | 19. | A Fekete Tündér (The Black Fairy)              | Alrick Riley    | Jerome Schwartz & Dana Horgan                             | 2017. április 30. 2017. szeptember 30. | 3,05 millió |
| Miután Zörgőfürge édesanyja megtudja a gyermek tündér keresztanyjától, milyen sors vár a fiúra, a legvégsőkig is hajlandó elmenni, hogy megváltoztassa a végzetét. Gold válaszút elé kerül, miután megtudja az igazságot saját múltjáról, ki mellé álljon a kibontakozó küzdelemben, miközben legfőbb célja, hogy megmentse fiát, Gideont. |     |                                                |                 |                                                           |                                        |             |
| 131. | 20. | Szívedben a dal (The Song In Your Heart)       | Ron Underwood   | David H. Goodman & Andrew Chambliss                       | 2017. május 7. 2017. október 1.        | 2,87 millió |
| Hófehérke egykor azt a kívánságát röppentette a csillagok felé, hogy születendő gyermeke, Emma óvva legyen minden bajtól. E kívánságának következményeként a királyságában mindenki dalra fakadt, ami iszonyú haragra gerjesztette a gonosz királynőt. Miközben Storybrooke-ban Emma és Hook az esküvőjükre készülnek, a Fekete Tündér bejelenti, hogy új átkot szabadít a város lakóira, ha Emma önként át nem adja neki a szívét. |     |                                                |                 |                                                           |                                        |             |
| 132. | 21. | A végső csata 1. rész (The Final Battle)       | Steve Pearlman  | Edward Kitsis & Adam Horowitz                             | 2017. május 14. 2017. október 7.       | 2,95 millió |
| Henry egy újabb elátkozott Storybrooke-ban tér magához, ahol senki sem hisz a mesékben és a varázslatban, édesanyját, Emmát elmegyógyintézetben ápolják, nevelőanyja pedig nem más, mint a Fekete Tündér, a város polgármestere. Henry minden tiltás ellenére megpróbálja emlékeztetni Emmát, hogy valaha tudott hinni, Gold pedig, aki fiával, Gideonnal kettesben él, azt próbálja kideríteni, hogyan tűnt el felesége, Belle. Eközben az átok által az Elvarázsolt erdőbe száműzött hőseink azt tapasztalják, hogy a mesevilágok egymás után semmisülnek meg, ahogy a megmentő lassan elveszti a hitét. |     |                                                |                 |                                                           |                                        |             |
| 133. | 22. | A végső csata 2. rész (The Final Battle)       | Ralph Hemecker  | Edward Kitsis & Adam Horowitz                             | 2017. május 14. 2017. október 8.       | 2,95 millió |
| A hősök erejüket egyesítve próbálják megfékezni a világukat megsemmisüléssel fenyegető átkot, eközben Storybrooke-ban Henry arra készül, miután Emma hitevesztetten elhagyta a várost, hogy maga szálljon szembe a Fekete Tündérrel. Goldnak sikerül felkutatnia Belle-t, és Gideon megmentése érdekében végül ő is a Fekete Tündér ellen fordul, az azonban olyan csapdát állított mindnyájuk számára, amelyet az ő legyőzésével sem sikerülhet elkerülni. |     |                                                |                 |                                                           |                                        |             |

## Hetedik évad (2017-2018)
| Sor. | Év. | Cím                                                      | Rendező            | Író                               | Premier                               | Nézettség   |
| --- | --- | -------------------------------------------------------- | ------------------ | --------------------------------- | ------------------------------------- | ----------- |
| 134. | 1.  | Hyperion Heights (Hyperion Heights)                      | Ralph Hemecker     | Edward Kitsis & Adam Horowitz     | 2017. október 6. 2019. április 27.    | 3,26 millió |
| A kamasz Henry útra kel, hogy miután segített megszerezni a boldog befejezést Storybrooke lakói számára, megkeresse a saját meséjét is, amelynek hőse lehet. Átlépve egy másik világba, immár felnőttként találkozik össze Hamupipőkével, és kettejük története innentől végleg összefonódik. Évekkel később egy Lucy nevű kislány kopogtat be Henry seattle-i otthonába és azt állítja, Henry az apja és segítenie kell megtörni az átkot, amely azzal fenyegeti a Hyperion Heights városrészben lakó elvarázsolt mesehősöket, hogy egy nagyhatalmú üzletasszony, Victoria Belfrey beavatkozása következtében örökre szem elől téveszthetik egymást. |     |                                                          |                    |                                   |                                       |             |
| 135. | 2.  | Kalóznak lenni oly jó (A Pirate's Life)                  | Tara Nicole Weyr   | Jane Espenson & Jerome Schwartz   | 2017. október 13. 2019. május 4.      | 2,74 millió |
| Amikor Henryt ellenségei sarokba szorítják, az utolsó pillanatban még sikerül üzenetet küldenie Storybrookba, ahonnan hamarosan meg is érkezik a segítség Regina és Hook személyében. Hyperion Heightsban Victoria Belfrey meg akarja akadályozni, hogy Jacinda jelen lehessen Lucy balettelőadásán, Henry azonban váratlanul mentőötlettel áll elő. Victoria ekkor Weaver és Rogers nyomozókhoz fordul, hogy bármi áron takarítsák el Henryt az útjából. |     |                                                          |                    |                                   |                                       |             |
| 136. | 3.  | Az elágazó ösvények kertje (The Garden of Forking Paths) | Ron Underwood      | David H. Goodman & Brigitte Hales | 2017. október 20. 2019. május 11.     | 2,49 millió |
| Hamupipőke csatlakozik a Lady Tremaine ellen harcolók csapatához, akik között Henry is feltűnik Regina és Hook kíséretében. Hyperion Heightsban eközben Jacinda aláírásgyűjtéssel próbálja megakadályozni, hogy egy építkezés miatt feldúlják a közparkot, amelyet Lucy annyira szeret. Lucy tudja, hogy Victoriának nem pusztán az ingatlanra fáj a foga, hanem valamire, ami ott a föld alatt rejtőzik, és hamarosan Lucynak lehetősége is nyílik rá, hogy a titok nyomába eredjen Henry kíséretében. |     |                                                          |                    |                                   |                                       |             |
| 137. | 4.  | Szépség (Beauty)                                         | Mick Garris        | Dana Horgan & Leah Fong           | 2017. október 27. 2019. május 18.     | 2,44 millió |
| Victoria kívánságára Ivy kíséri el Lucyt a halloweeni csokigyűjtésre, a kislány azonban megszökik nagynénje elől. Weaver utcai informátora, Tilly kezd feleszmélni az átok alól, és megpróbálja a dörzsölt zsarut is ráébreszteni, hogy ki ő valójában. Zörgőfürge és Belle egy régi jóslat értelmét keresve történetük boldog befejezését keresik, a Zordon tőrétől azonban nem könnyű megszabadulniuk. |     |                                                          |                    |                                   |                                       |             |
| 138. | 5.  | Néhány zöldhasú (Greenbacks)                             | Geofrey Hildrew    | Christopher Hollier & Adam Karp   | 2017. november 3. 2019. május 25.     | 2,29 millió |
| Tiana hercegnő, amikor birodalma veszélybe kerül, egy utazó varázslótól, Dr. Facilier-től kér segítséget, hamarosan azonban rájön, hogy a doktort aljas szándékok vezérlik. Hyperion Heightsban Sabine és Jacinda kockázatos üzleti vállalkozással akarják megmenteni édességboltjukat, Victoria közbelépése nyomán azonban még a barátságuk is veszélybe kerül. Ivy segítőkészségéről biztosítja Henryt, Roni azonban kételkedik a lány őszinteségében. |     |                                                          |                    |                                   |                                       |             |
| 139. | 6.  | Ébresztő (Wake Up Call)                                  | Sharat Raju        | Jerome Schwartz & Jane Espenson   | 2017. november 10. 2019. június 1.    | 2,37 millió |
| Amikor Regina azt látja, hogy Henrynek már nincs szüksége az állandó figyelmére, Drizellát veszi pártfogásába, akinek természetes tehetsége van a varázsláshoz, anyja azonban mindeddig nem hagyta azt kibontakoztatni. Hyperion Heightsban Roni a végére akar járni, mi az igazság azzal az örökbefogadási történettel kapcsolatban, amit Lucy mondott el neki a gyerek Henryvel közös fénykép magyarázataként. Rogers nyomozó eközben hasznos tanácsokat kap Tillytől, hogyan találhatná meg a lázasan keresett Eloise Gardenert. |     |                                                          |                    |                                   |                                       |             |
| 140. | 7.  | Eloise Gardener (Eloise Gardener)                        | Alex Kalymnios     | David H. Goodman & Brigitte Hales | 2017. november 17. 2019. június 8.    | 2,28 millió |
| A bosszúvágy hajtotta Hook egy varázslat nélküli világban rátalál a toronyba zárt Aranyhajra, akinek éppen annyira szüksége van a mágia visszaszerzésére, mint Hooknak, sőt ő azt is tudja, hol kell keresni a megoldást. Ivy cselszövése Victoria ellen újabb sikeres fordulatához érkezik, a fejlemények azonban nem annyira kedvezően Jacinda és Lucy számára. Rogernek már nemcsak Tilly, hanem Henry is segít az eltűnt Eloise Gardener keresésében, akit végül találnak, azonban nem az, akire számítottak. |     |                                                          |                    |                                   |                                       |             |
| 141. | 8.  | Találkozások (Pretty in Blue)                            | Ralph Hemecker     | Dana Horgan & Leah Fong           | 2017. november 17. 2019. június 15.   | 2,28 millió |
| A Hookkal való találkozás után Alice elmenekül, Henry és Ella pedig követik Csodaországba, ahol kiderül, Ella nem először jár már ott. Jacinda annak érdekében, hogy visszaszerezze Lucyt, egy régi ismerőstől kér segítséget, akinek a megjelenése egycsapásra véget vet a Henryvel induló románcuknak. Ivy arra kényszeríti a kiszabadított banyát, hogy élessze fel nővérét, Anasztáziát, akivel kapcsolatban sötét tervei vannak. |     |                                                          |                    |                                   |                                       |             |
| 142. | 9.  | Egy apró könnycsepp (One Little Tear)                    | Steve Pearlman     | Christopher Hollier & Adam Karp   | 2017. december 8. 2019. június 22.    | 2,45 millió |
| Victoria egyezséget köt Weaverrel annak érdekében, hogy kiszabaduljon a fogdából, és hozzáláthasson az előkészületekhez, hogy felélessze Anasztáziát. Visszaemlékezésekből megismerjük Lady Tremaine tragikus fordulatokkal teli előéletét, ahol igazi hányattatásai azzal kezdődtek, hogy Gothel anya felajánlotta neki a segítségét. Jacinda visszakapja Lucy felügyeleti jogát, ezért hálás Nick közreműködéséért. Victoria eddigi legaljasabb húzása, ahogy ezt a pillanatot felhasználja a maga céljára. |     |                                                          |                    |                                   |                                       |             |
| 143. | 10. | A nyolcadik boszorkány (The Eighth Witch)                | Ralph Hemecker     | Jane Espenson & Jerome Schwartz   | 2017. december 15. 2019. június 29.   | 2,29 millió |
| Drizella az egész birodalmat sötét átokkal fenyegeti, ezért Reginának súlyos döntést kell meghoznia. Roni és Henry San Franciscóba utaznak, hogy beszéljenek Roni nővérével, Lucy rosszullétének hírére azonban Henry azonnal hazasiet Hyperion Heightsba. Így Ronira vár a feladat, hogy egy újabb mesehőst ébresszen fel az álomátokból. Eközben Gothel cselszövéssel Anastasia bizalmába férkőzik, kiiktatva Victoriát és Weavert. |     |                                                          |                    |                                   |                                       |             |
| 144. | 11. | Titkos kert (Secret Garden)                              | Mick Garris        | Edward Kitsis & Adam Horowitz     | 2018. március 2. 2019. július 6.      | 2,14 millió |
| Robin el akar szakadni anyja, Zelena közelségéből, és Gothel anyához csatlakozik, hogy kitanulja tőle a boszorkányság tudományát, ez azonban kockázatosabb döntés, mint hinné. Hyperion Heightsban Roni és Kelly felkutatnak egy ősi amulettet Lucy megmentése érdekében, miközben Henry és Jacinda a kórházban egymást támogatva aggódnak a kislány életéért. Gothel aljas mesterkedése ellenére Victoria és Ivy kapcsolata végre fordulóponthoz érkezik. |     |                                                          |                    |                                   |                                       |             |
| 145. | 12. | Falatok innen-onnan (A Taste of the Heights)             | Nina Lopez-Corrado | David H. Goodman & Brigitte Hales | 2018. március 9. 2019. július 13.     | 2,22 millió |
| Tiana koronázásának napján újra feltűnik Dr. Facilier, aki arra kényszeríti a hercegnőt, hogy útra keljen a veszélyes mocsárvidéken, ahol egy vonzó ifjú hercegre bukkan. Nem sejti, hogy ennek a találkozásnak veszélyes fejleményei lesznek mind a mesevilágban, mind később Hyperion Heightsban. Sabine épp mozgóbüfé vállalkozásának beindítására készül, amikor összetalálkozik egy régi ismerőssel, aki kis híján romba dönti nagyívű terveit. Rogers és Weaver eközben egy vak boszorkány után nyomoznak és fontos felfedezést tesznek a nyolcak körét illetően.                                                                               |     |                                                          |                    |                                   |                                       |             |
| 146. | 13. | Mérgezett szív (Knightfall)                              | Steve Miner        | Jerome Schwartz & Miguel Ian Raya | 2018. március 16. 2019. július 20.    | 2,38 millió |
| Tilly figyelmeztetése ellenére Rogers hallgat Eloise Gardener szavára, ami végül súlyos következményekhez vezet. Ivy nehezen talál magára Victoria halála után és úgy határoz, folytatja azt a jóvátételt, amibe anyja belefogott. Hook ki akarja szabadítani Alice-t a toronyból, de ehhez varázslatra van szüksége. Alkut köt Zörgőfürgével, aki Ahab kapitányhoz küldi, akitől meg kell szereznie egy mágikus talizmánt. |     |                                                          |                    |                                   |                                       |             |
| 147. | 14. | A lány a toronyból (The Girl in the Tower)               | Antonio Negret     | Dana Horgan & Leah Fong           | 2018. március 23. 2019. július 27.    | 2,11 millió |
| Tilly váltig állítja, hogy ártatlan a vak pékasszony halálának ügyében, a körülmények azonban ellene szólnak. Rogers hisz neki és nem nyugszik, amíg bizonyítékot nem talál a lány ártatlanságára. Roni megbeszélést kezdeményez Samdival, amely csak ürügy arra, hogy Lucy segítségével kikémlelje a férfi rejtett szándékait, végül azonban mindkettejüktől meglehetősen őszinte vallomások hangzanak el. Egy másik világban eközben Alice barátságot köt Robinnal |     |                                                          |                    |                                   |                                       |             |
| 148. | 15. | Nővériség (Sisterhood)                                   | Ellen S. Pressman  | Christopher Hollier & Adam Karp   | 2018. március 30. 2019. augusztus 3.  | 2,03 millió |
| Ivyt megtámadja az álarcos gyilkos, akit egyesek már a "csokis gyilkos" néven emlegetnek. Ivy megmenekül, de a megrázkódtatás hatására elhatározza, hogy kibékül megmaradt családtagjaival. Henry újra közeledni próbál Jacindához, Roni viszont elbizonytalanodik Jamdival kapcsolatban. A varázslatok világában eközben Drizella kockázatos próbatételekre vállalkozik, hogy elnyerje helyét a boszorkányok testvériségében. |     |                                                          |                    |                                   |                                       |             |
| 149. | 16. | Kenyérmorzsák (Breadcrumbs)                              | Ron Underwood      | Jane Espenson & Jerome Schwartz   | 2018. április 6. 2019. augusztus 10.  | 2,15 millió |
| Henry váratlanul állásajánlatot kap New Yorkból, ami azt jelenti, hogy hosszú időre nem láthatja Jacindát és Lucyt. Egy másik világban Hook megpróbál segíteni Henrynek, hogy megtalálja a saját történetét, amelynek hőse lehet, csakhogy a próbatétel nem egészen úgy sikerül, ahogy tervezte. Tilly lehetőséget kap Sabine büféjében, hogy bizonyítsa rátermettségét. Henry is bekapcsolódik a csokis gyilkos utáni nyomozásba, amelyben hamarosan áttörő felfedezésre jutnak. |     |                                                          |                    |                                   |                                       |             |
| 150. | 17. | Miért épp ő? (Chosen)                                    | Lana Parrilla      | Paul Karp & Brian Ridings         | 2018. április 13. 2019. augusztus 17. | 2,18 millió |
| A gyilkos a foglyul ejtett Henrynek elmondja a történetét, amelyben szerepet kapott Zelena is, aki most a bosszúhadjáratának végső célpontja lett. Samdi folytatja ördögi tervének végrehajtását Drew közreműködésével. Jacinda úgy tudja, Henry az állásajánlata miatt New Yorkba távozott, Rogers azonban rájön, hogy Henry valójában nem hagyta el a várost. Miután vőlegényét túszul ejti a gyilkos, Kelly szemtől szembe kerül nemezisével. |     |                                                          |                    |                                   |                                       |             |
| 151. | 18. | Az örző (The Guardian)                                   | Geofrey Hildrew    | David H. Goodman & Brigitte Hales | 2018. április 20. 2019. augusztus 24. | 2,12 millió |
| Weaver felfedezi, hogy a Zordon tőrének nyoma veszett, és elindul, hogy visszaszerezze. Roni nem akarja elhinni Weavernek, hogy Samdi rosszban sántikál, ezért maga jár utána a dolognak. Margot és Tilly együtt töltik a délutánt, jókedvük azonban váratlanul ijedségbe fordul. Zörgőfürge viszont akarja látni Belle-t, ezért felkeresi Alice-t, akit különleges személynek tart. |     |                                                          |                    |                                   |                                       |             |
| 152. | 19. | Vírággyerek (Flower Child)                               | Tessa Blake        | Edward Kitsis & Adam Horowitz     | 2018. április 27. 2019. augusztus 31. | 1,98 millió |
| Henry megmutatja a genetikai vizsgálat eredményét Jacindának, amely arról szól, hogy ő Lucy édesapja, ami mindkettejük számára megrázó fejlemény, és arra mutat, hogy Lucy igazat mondott, amikor azt állította, hogy a mesék Henry könyvében mind igazak. Gothel visszaemlékezik életének arra a tragikus fordulatára, amely bosszúra indította az emberek ellen. Tilly és Rogers veszélybe kerülnek, amikor nyomozni kezdenek a boszorkányok köre után. |     |                                                          |                    |                                   |                                       |             |
| 153. | 20. | Te Henry Mills vagy? (Is This Henry Mills?)              | Ron Underwood      | Dana Horgan & Leah Fong           | 2018. május 4. 2019. szeptember 7.    | 1,98 millió |
| Roni és Lucy rá akarják ébreszteni Henryt a valóságra, de az igaz szerelem csókja, amelyre számítottak, nem teljesíti be a hozzá fűzött reményeket. Rogers és Weaver megkérik Margot-t, tartson velük a boszorkányok körébe, hogy megmenthessék Tillyt. Eközben Storybrooke-ban az ifjú Henryt a továbbtanulás kétségei gyötrik, amikor váratlan telefonhívást kap valakitől. |     |                                                          |                    |                                   |                                       |             |
| 154. | 21. | Hazatérés (Homecoming)                                   | Steve Pearlman     | David H. Goodman                  | 2018. május 11. 2019. szeptember 14.  | 2,26 millió |
| Zörgőfürge túszul ejti Ellát és Lucyt, hogy arra kényszerítse Weavert, hogy adja át a Zordon tőrét. Henry, Regina és Hook is Kívánságországba mennek, hogy segítsenek megakadályozni Zörgőfürge újabb ármánykodásait, de fogalmuk sincs arról, milyen csapdába sétálnak bele. Hiperion Heightsban Tilly váratlanul megérzi, hogy szükség van rá, ezért Margot és Sabine segítségével megpróbál összeszedni annyi varázslatot, hogy átléphessen egy másik világba… |     |                                                          |                    |                                   |                                       |             |
| 155. | 22. | Búcsú Storybrooke-tól (Leaving Storybrooke)              | Ralph Hemecker     | Edward Kitsis & Adam Horowitz     | 2018. május 18. 2019. szeptember 21.  | 2,27 millió |
| Miután Zörgőfürge aljas tervére fény derül, Regina tudja, hogy csak úgy állíthatja meg, ha sikerül eltérítenie az ifjú Henryt bosszújától. Weaver számára egyre halványul a remény, hogy valaha is viszontláthassa Belle-t, ezért minden erejét arra összpontosítja, hogy kicselezze gonosz alteregóját. Storybrooke lakói eközben felfedezik, milyen reménytelen jövőt ötlött ki számukra Zörgőfürge. |     |                                                          |                    |                                   |                                       |             |